# Danza de la Moma
La danza de la Moma es una danza popular valenciana  interpretada durante la festividad del Corpus Christi en Valencia.

## Generalidades
Se trata de una danza de un gran contenido didáctico-religioso, muy al filo de la  corriente moralizadora de la Iglesia en los siglos XVI y XVII, época en la que debió surgir esta danza, coincidiendo con el inicio de la tradición de una cabalgata en vísperas del Corpus  (la cabalgata del Convit tiene su inicio en 1615) para invitar la gente a la participación en la procesión.
Es por ello la danza de mayor contenido simbólico de las interpretadas durante la festividad del Corpus en Valencia, ya que en ella se simboliza la lucha entre la Virtud, conocida como La Moma y los pecados capitales o vicios, llamados los Momos, con un final muy significativo: la virtud vence al pecado y por ello la Moma golpea con un pequeño cetro, con el que complementa su indumentaria, a cada uno de los pecados capitales, simbolizando su triunfo en la batalla de la vida.
La representan ocho danzantes con una indumentaria llena de significado, la Moma, que es el personaje central de la danza, va vestida toda de blanco, color que simboliza la Gracia, por su parte, los  “Momos”, llevan un traje en el que predomina el negro y el rojo, símbolo y representación del infierno y del demonio.
La música es muy sencilla, una dulzaina toca la melodía y un tabal la acompaña con un ritmo ternario. Se lleva a cabo en diversas poblaciones de la Comunidad Valenciana, como Valencia, Sueca, Gandía, Játiva, Onteniente, Silla y  Benetúser.
Esta danza siempre ha sido interpretada por hombres, incluso en el papel de la Virtud que va vestida de mujer.
Para llevar a cabo este baile, hay dos requisitos previos:
- tener un perfecto conocimiento de los pasos de la danza, la cual, aunque no es compleja, es agotadora, ya que puede durar unos 12 minutos.[4]

- tener un traje en propiedad. Existe una tradición por la cual para poder representar la danza se tiene que tener un traje personal de cada uno. De este modo, cuatro personas de la Asociación de Amigos de las danzas del Corpus, al haber interpretado a la Moma,  tienen su propio traje.[3]

## Historia
El origen de esta danza hay que buscarlo en las rocas y en los misterios y "juegos" que se representaban encima de ellas. Las rocas son definidas con frecuencia como "carros triunfales" y se concibieron como un tipo de escenario móvil que se trasladaba con ayuda de fuerza animal que tiraban de ellas. Estas rocas participaban en los festejos del Corpus, recorriendo el mismo circuito que la procesión, pero antes de ésta.
El baile de los momos (al principio sólo bailaban éstos) parece tener origen francés y debió entrar en la península ibérica a lo largo del siglo XV. Se tiene documentación de la existencia de esta danza en 1459, año en el que durante las celebraciones de la entrada de Juan II y su esposa a la ciudad para jurar Els Furs, se interpretó, por lo que como ocurre con las rocas, las danzas eran interpretadas en celebraciones de carácter civil aunque posteriormente se incorporaron a los festejos del Corpus.
En 1544 hay documentos que acreditan la participación de esta danza en la fiesta del Corpus, estando ligada a las rocas en esa fecha.
Entre estas rocas, se tiene documentación que atestigua las había representando el Infierno y el Juicio y se piensa debían tener música y danzas, porque en la documentación existente sobre los gastos de las celebraciones por la visita a la ciudad de Carlos I en 1528, en la cuenta de gastos de 1533 se cita el pago de cuatro ducados a los músicos que tocaban en dichas Rocas. También se cree que dichas danzas podían ir acompañadas de pantomimas. La danza de los momos debía formar parte de ellas.
Un hecho curioso es la ausencia de la figura de La Moma en documentos hasta 1780, lo que hace pensar que existían bailes de momos, pero hasta esa fecha no puede asegurarse la existencia de una figura que representara la Virtud. Es a partir de la incorporación de esta figura femenina que la danza adquiere mayor importancia llegando a convertirse en el referente de las danzas de Corpus de la ciudad. Con anterioridad las danzas del Cavallets, la comparsa de la Degolla e incluso los enanos, habían tenido esta primacía en la fiesta del Corpus.
La danza se interpretó en las fiestas de Corpus hasta prácticamente 1936, siendo normal que las interpretaran siempre las mismas personas, transmitiendo su enseñanza de  padres a hijos. Además, los danzantes obtenían ciertas ganancias de realizar representaciones en puntos de la ciudad donde residían gentes de clases elevadas como nobles o gente adinerada.
Con el parón de la guerra civil y el abandono por parte de ciertas familias de estas costumbres, alrededor de 1940 fue el maestro de baile Ramón Porta quien transmitió a Manuel Arenas Andújar el esquema de la danza, conservándose así de manera intacta a pesar de dejarse de hacer la danza en los actos del Corpus de la ciudad. Siguiendo este esquema el grupo Alimara de la Sociedad Coral El Micalet montó de nuevo el baile de La Moma en el año 1977, utilizando archivos fotográficos y grabados pertenecientes al mismo Arenas Andújar para confeccionar los trajes y complementos de los diferentes participantes en la danza.
En este primer año de la recuperación de la danza en los actos del Corpus de Valencia, la figura de la virtud fue representada per Ramón Chenovart. Los momos, y debido a la escasez de hombre que supieran y quisieran hacer el baile, fueron interpretados por tres hombres (Pedro Alcázar, Sebastián Garrido y Fermín Pardo) y cuatro mujeres (Amparo Reig, Amparo Martínez, María Jesús Galbis  y Gema Vicedo).

## La indumentaria de los danzantes
El traje de la Moma es totalmente de blanco desde el calzado (que puede ser bien un zapato bajo blanco o una alpargata) al sombrero. Su vestido es de dos piezas, una basquiña o falda amplia y larga de color blanco, y un jubón (prenda rígida que cubría desde los hombros hasta la cintura y que estuvo en boga en España en los siglos XV al XVII) del mismo color y tipo de tejido que la basquiña. Sobre la falda y en la parte delantera lleva un delantal que hace juego con una manteleta bordada sobre los hombros. Cubre su rostro con un antifaz, también blanco, y su cabeza, cuello y parte de atrás de la espalda con una mantilla en forma de media luna, nuevamente de color blanco. Sobre la mantilla blanca y adornando la testa una corona dorada decorada con flores. Remata la indumentaria unos guantes blancos que cubren sus manos, al igual que quedan cubiertos sus pies y piernas con medias también blancas. Como complementos lleva, en la mano derecha un cetro con el escudo de la ciudad en su remate, mientras que la izquierda porta un florero adornado.

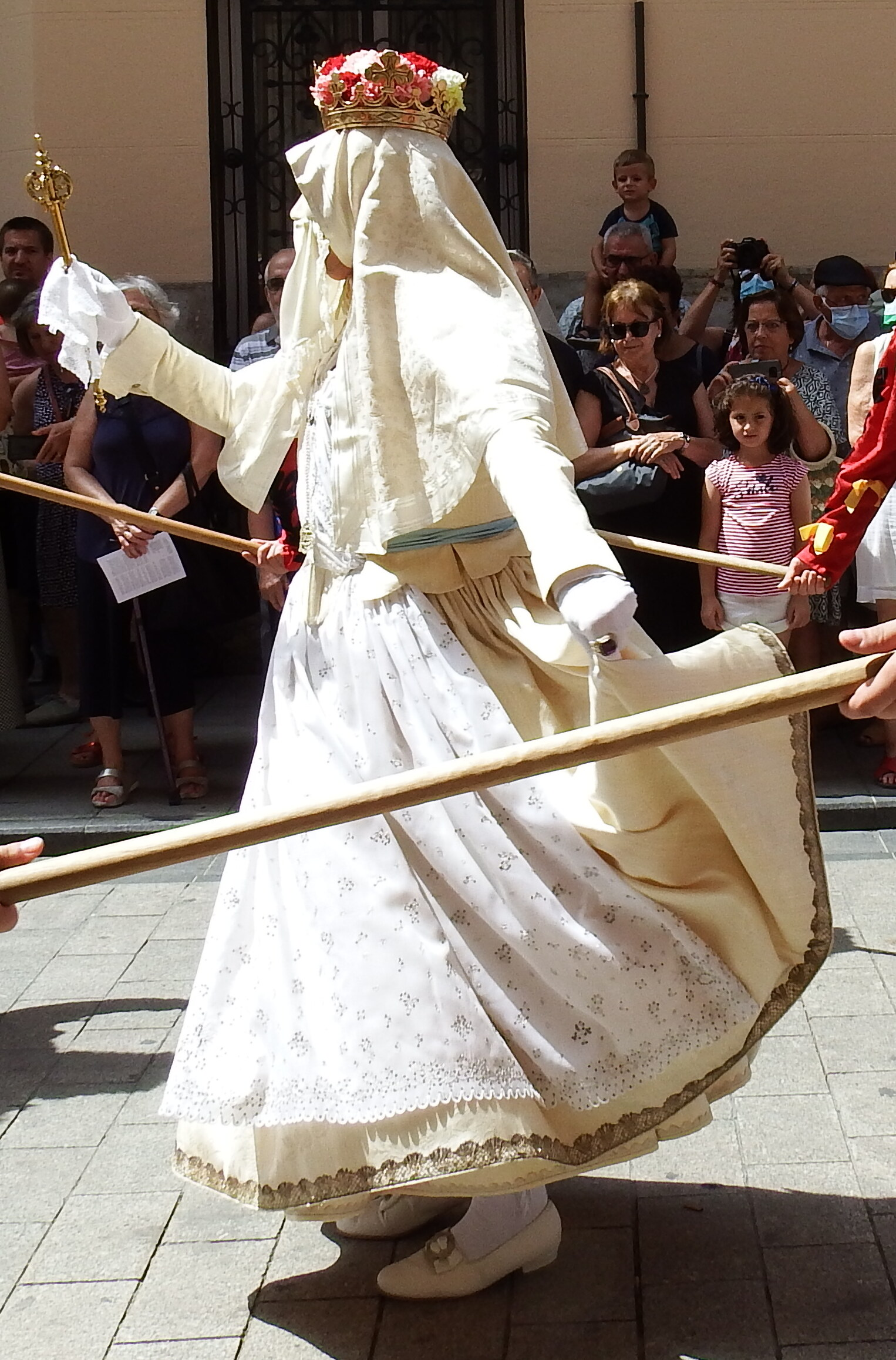
Vestido de la Moma
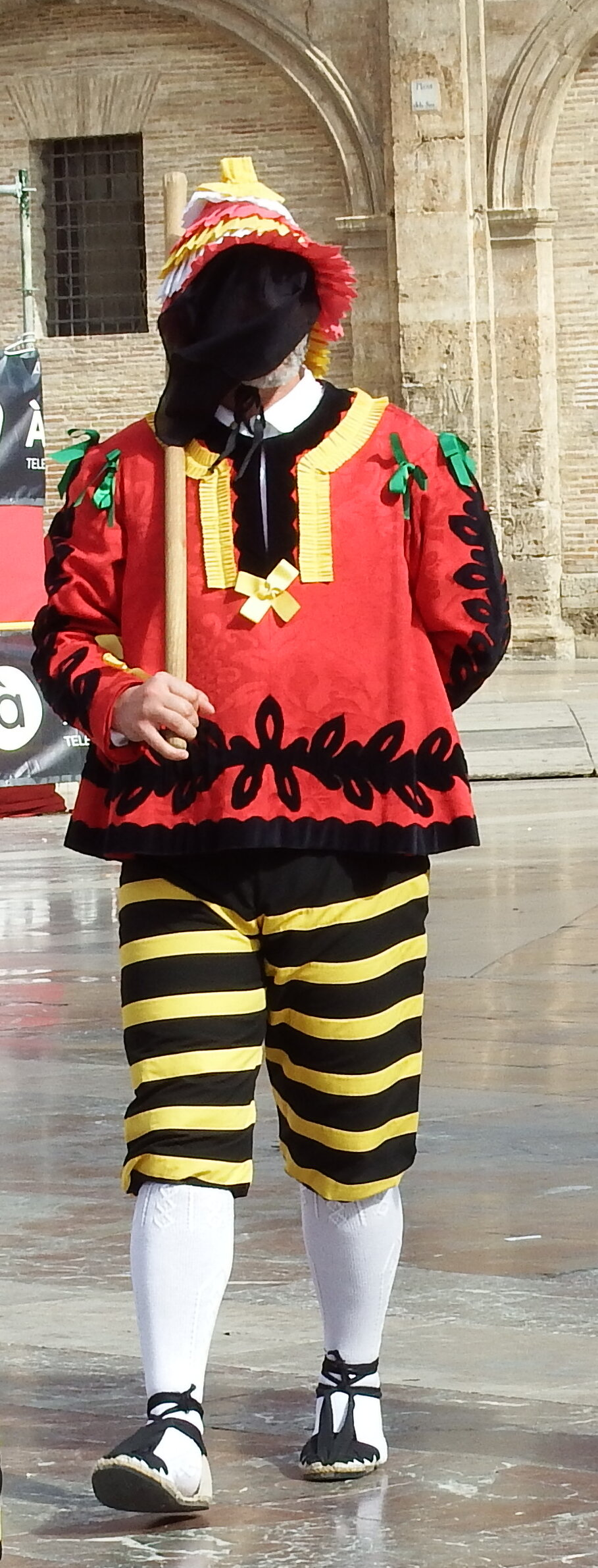
Traje de Momo por delante
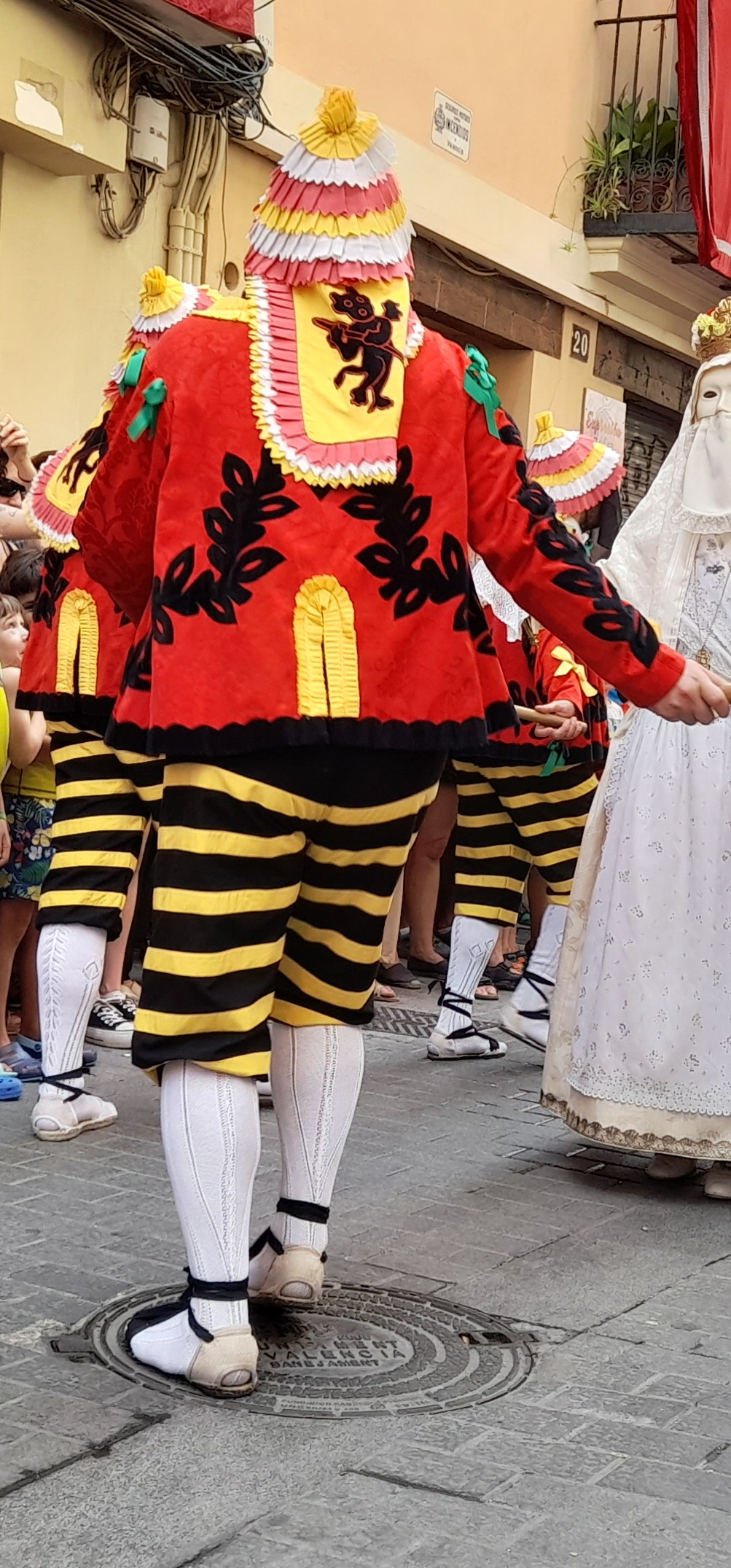
Detalle traje de Momo de espaldas

Por su parte, los pecados, llamados Momos se calzan con alpargatas de careta sobre unas medias blancas. Los calzones son cortos en color negro con bandas horizontales  amarillas, y conjuntan con una blusa ancha de terciopelo granate con una abertura frontal hasta medio cuerpo, con decoración orlada de un volante amarillo que se extiende también por el cuello. El blusón va decorado con unas hojas y ramas de color negro, superpuestas sobre las mangas y orilla inferior. Al igual que la Moma llevan el rostro y la cabeza cubiertos, pero en esta ocasión el antifaz en negro, y la cabeza está tocada con un gorro ancho en forma de capuchón con adornos de volantes de las mismas características que el del cuello de la blusa pero de diferentes colores. Del capuchón por la  parte de atrás sobre sale, tapando el cuello y llegando a la espalda, una especie de trapecio de tela amarilla, con forro rojo, orlado con volante amarillo (como el de la blusa), decorado en el centro del trapecio con una figura o quimera de color negro, alusiva a cada uno de los pecados capitales. Como complemento llevan en su mano derecha un palo de unos 90 cm de largo y en la izquierda unas castañuelas.

## Descripción de la danza
En esta danza, los intérpretes que representan a los momos se ayudan de los bastones o palos de 90 cm (que sujetan en su mano derecha) para la ejecución de las figuras, mientras que hacen sonar unas castañuelas que sujetan con la mano izquierda.
La danza se compone de dos melodías:
- La primera se repite tantas veces como figuras se ejecutan, y antes y después de ella hay un solo del tamboril. Durante esta melodía se utiliza un único paso que coincide con el propio del estribillo de la jota.
- La segunda, sirve como acompañamiento a la última figura, el paloteado (momento en el que los danzantes permanecen quietos en el sitio, sin bailar, golpeando los palos).

Antes de iniciar el baile, llegan al lugar de la danza los participantes en fila de a dos en cuatro grupos, encabezados por el segundo y tercer pecado, portando sendos estandartes (rematados en el asta con ramo de hojarasca) decorados con dibujos de quimeras que simbolizan el mal o el infierno; estos estandartes se dejan en el suelo cuando comienza el baile. Le siguen el cuarto y quinto pecado, el sexto y el séptimo, y cierra la comitiva el primer pecado con la Moma. En ocasiones los estandartes son llevados por personas que no actúan en la danza.

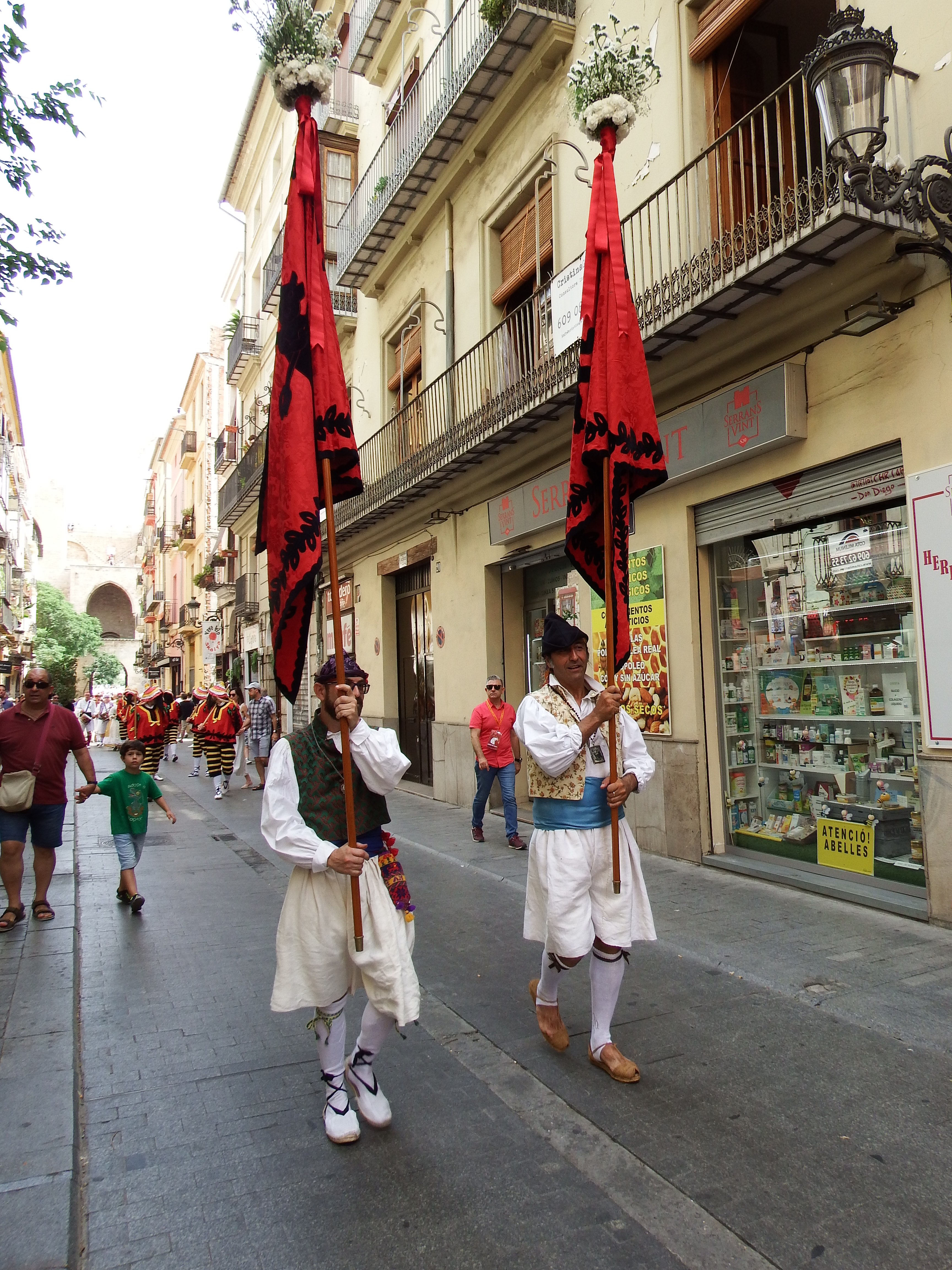
Los intérpretes de la Danza de la Moma con portadores de estandartes no danzantes.

Cuando el segundo y tercer momo dejan sus estandartes, se colocan, partiendo de la posición de marcha, formando una hilera que empieza en el segundo pecado y termina con el séptimo, mientras que el primero, de la mano de la Moma se coloca enfrente de ellos. En esta situación se realizan los saludos entre momos y Moma. Esta sería la primera figura.
A partir de esta figura, al iniciarse la melodía empiezan a danzar los momos en su sitio y con el palo en posición de firmes, girando sobre sí mismos en ciertos momentos, hasta que acaba la melodía y hacen una reverencia a modo de saludo hacia la Moma, al cual responde tanto ella como su pareja, el primer pecado (la soberbia).
Comienza entonces el redoble del tamboril en su solo, momento en el que el primer pecado se aleja de la Moma y pasa trenzando a los restantes pecados que siguen danzando en su mismo sitio de inicio, para llevárselos y formar un círculo alrededor de la Moma, esto tiene un gran simbolismo religioso: la soberbia, el primer pecado capital y origen de todos los demás, trata de “encerrar” a la virtud para someterla. Es así como se forma el círculo que dará lugar a la segunda figura.
Una vez formado este círculo alrededor de la Moma, comienza la melodía de la dulzaina que dará lugar a la segunda figura, en la que los momos, cogiendo de un extremo los palos forman un corro girando hacia la derecha, y luego de volver a su sitio, vuelven a girar hacia la izquierda. Tras esta segunda vuelta, cada momo coge su palo, hace una reverencia a la Moma y se mantiene danzando en su sitio. Esta figura simboliza el proceso de intimidación que los momos ejercen sobre la virtud, que está quieta en el centro del círculo.

Tras esta figura suena nuevamente la melodía de la dulzaina y los momos alzan sus palos formando una especie de jaula donde atrapan a la Moma, quien en un primer momento parece que  se atemoriza, pero se reanima y con ayuda de su cetro rompe la simbólica prisión, momento en el que cesa el sonido de la dulzaina.

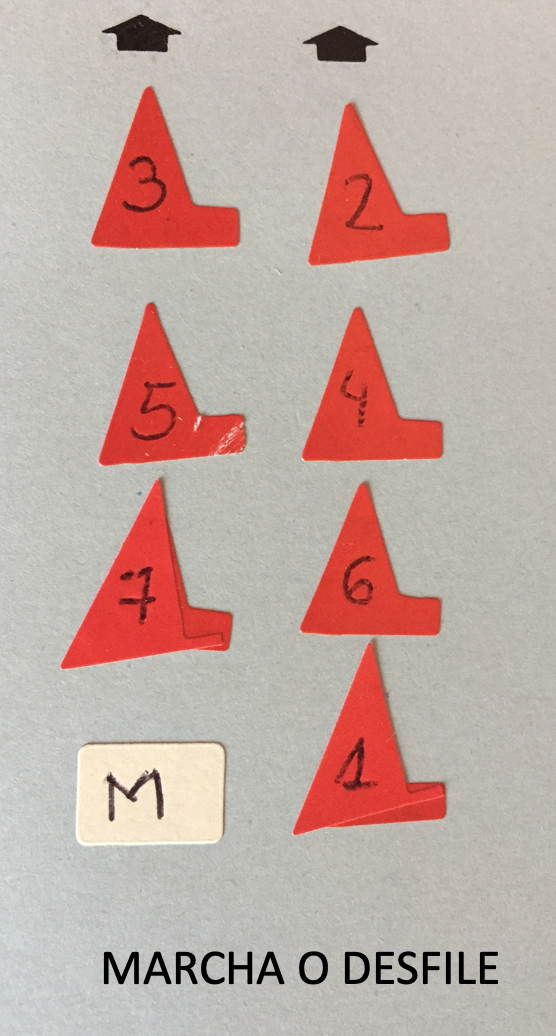
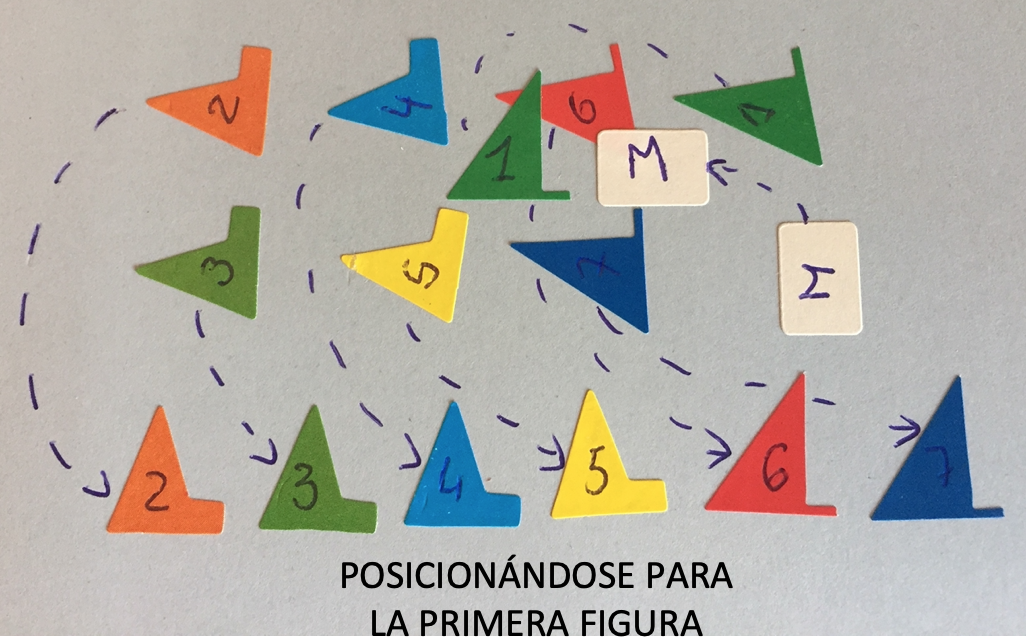
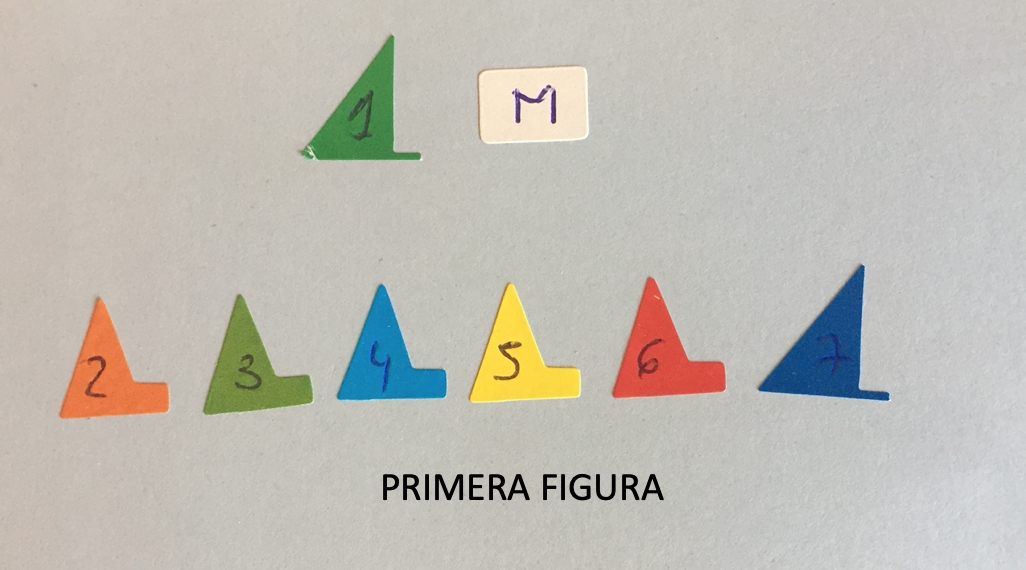
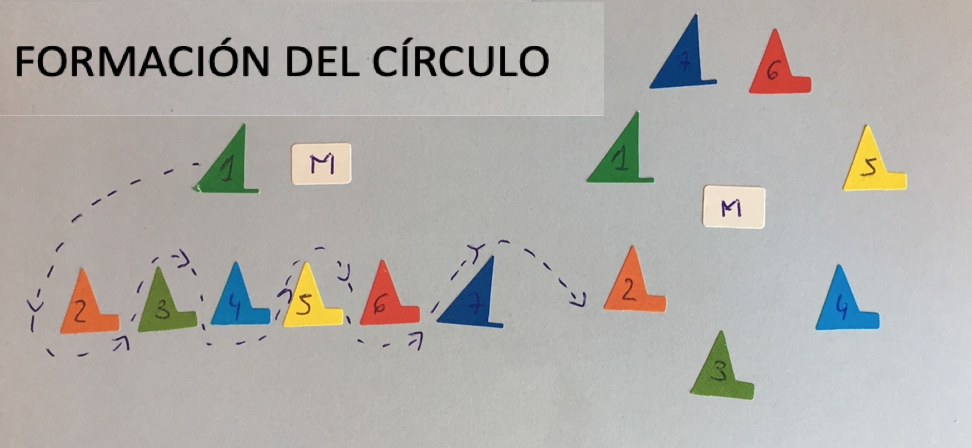
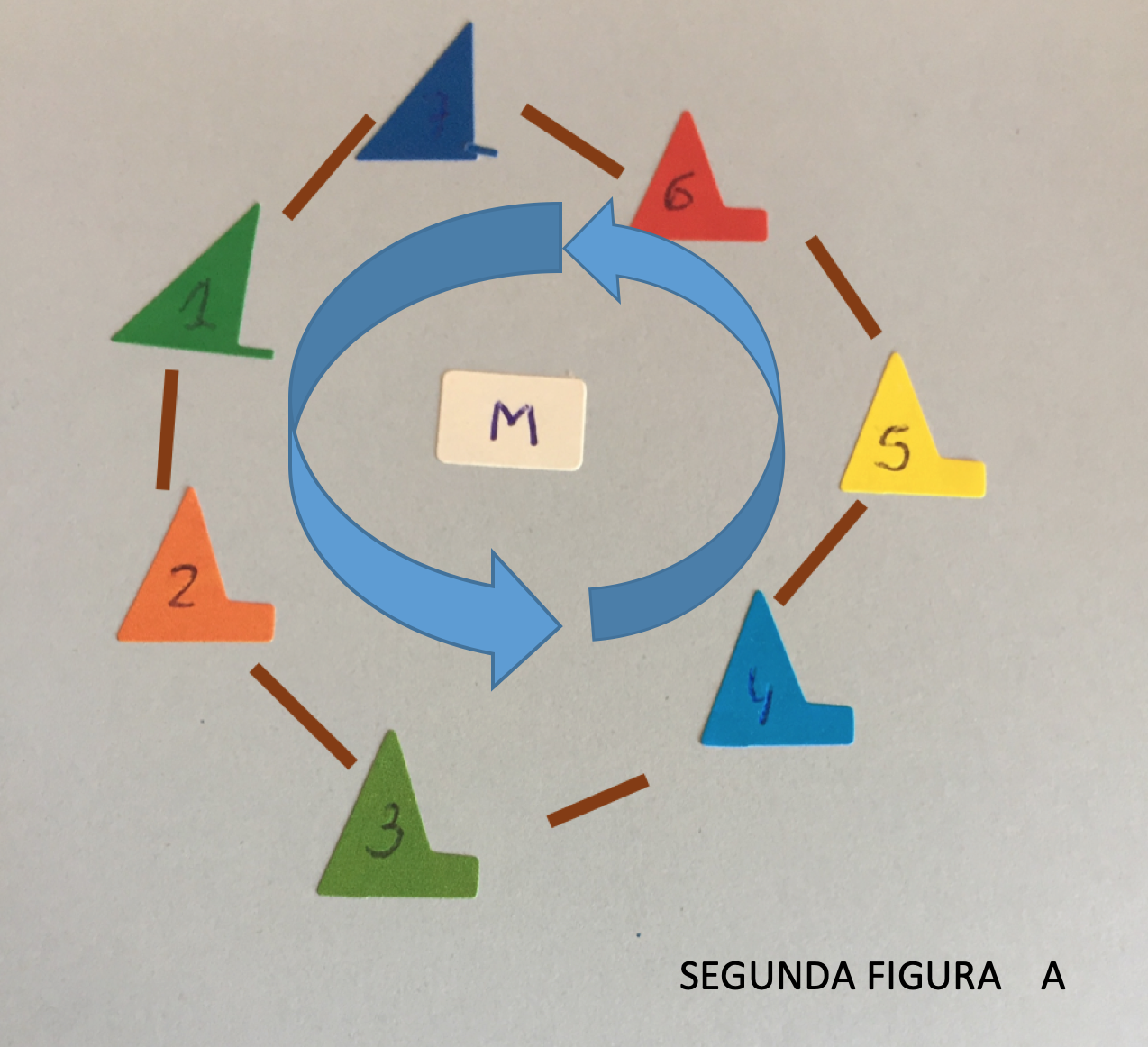
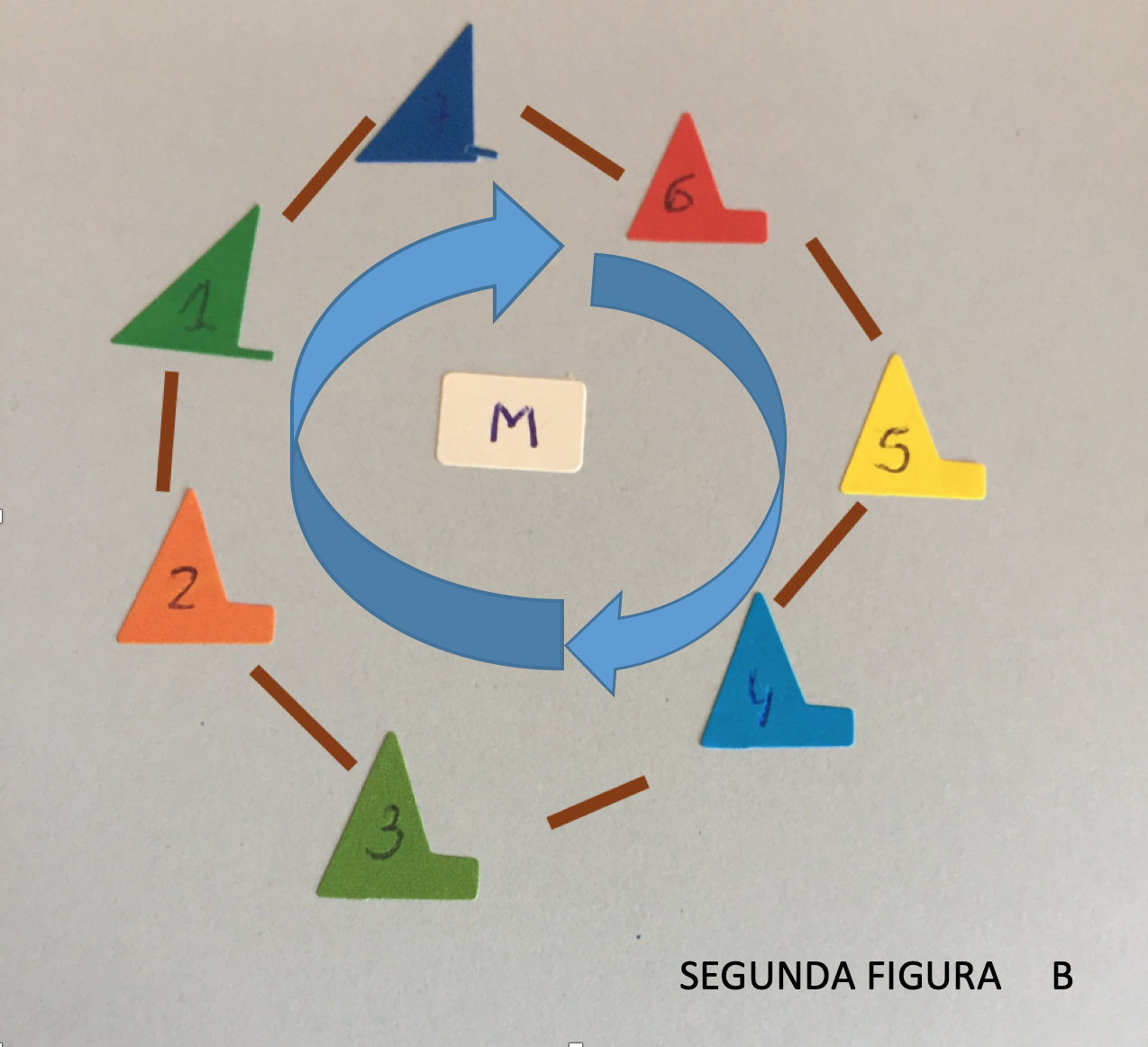
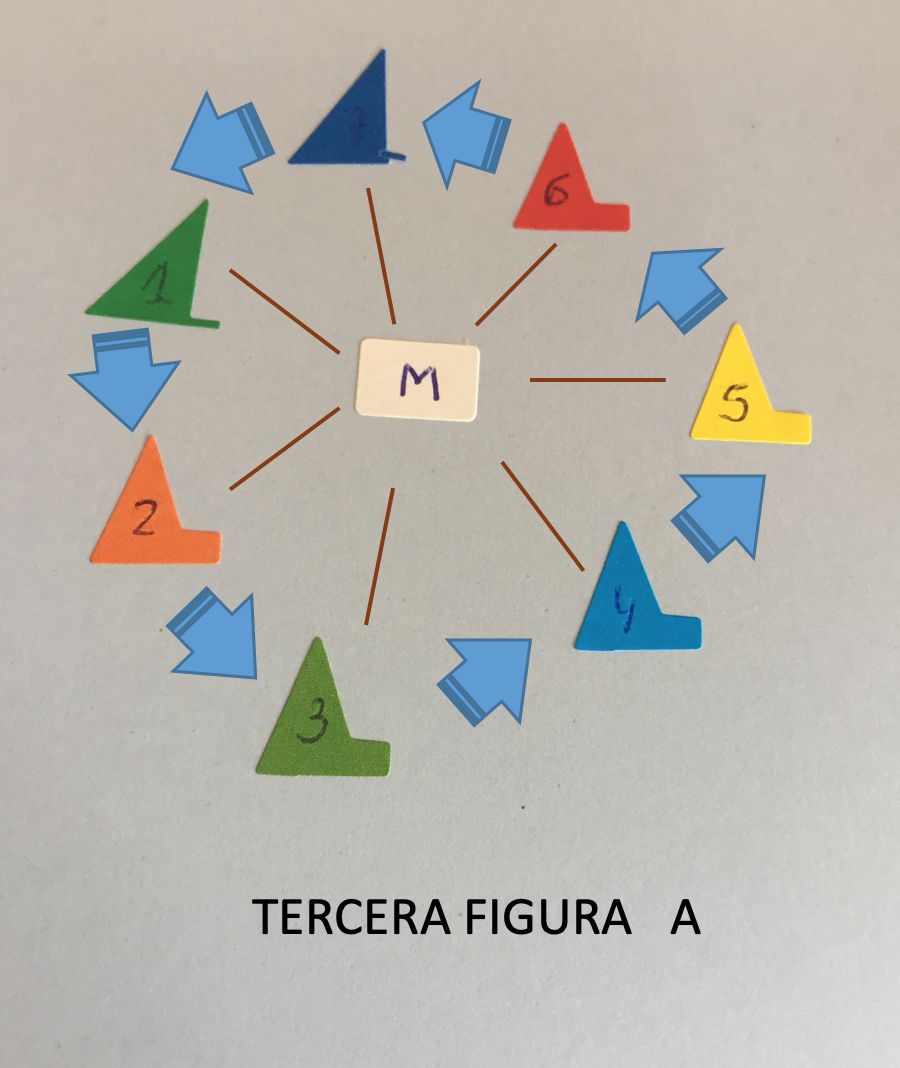
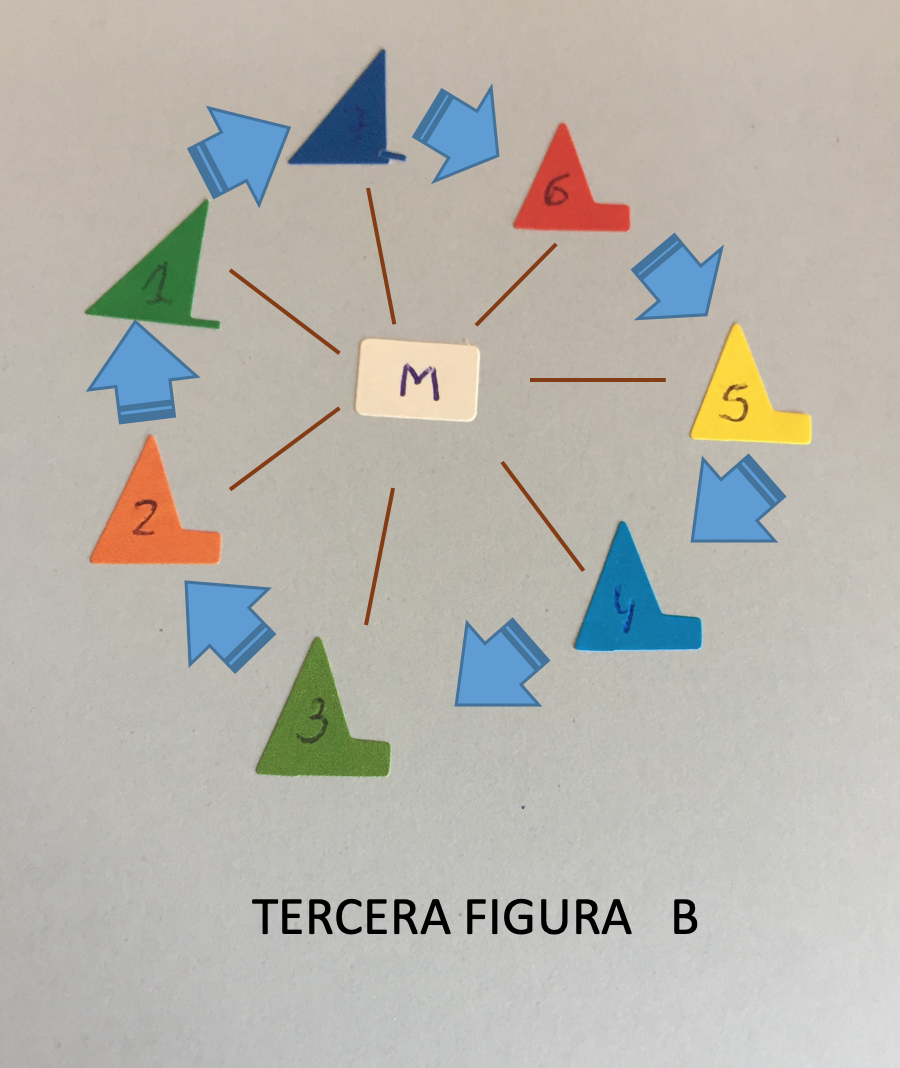
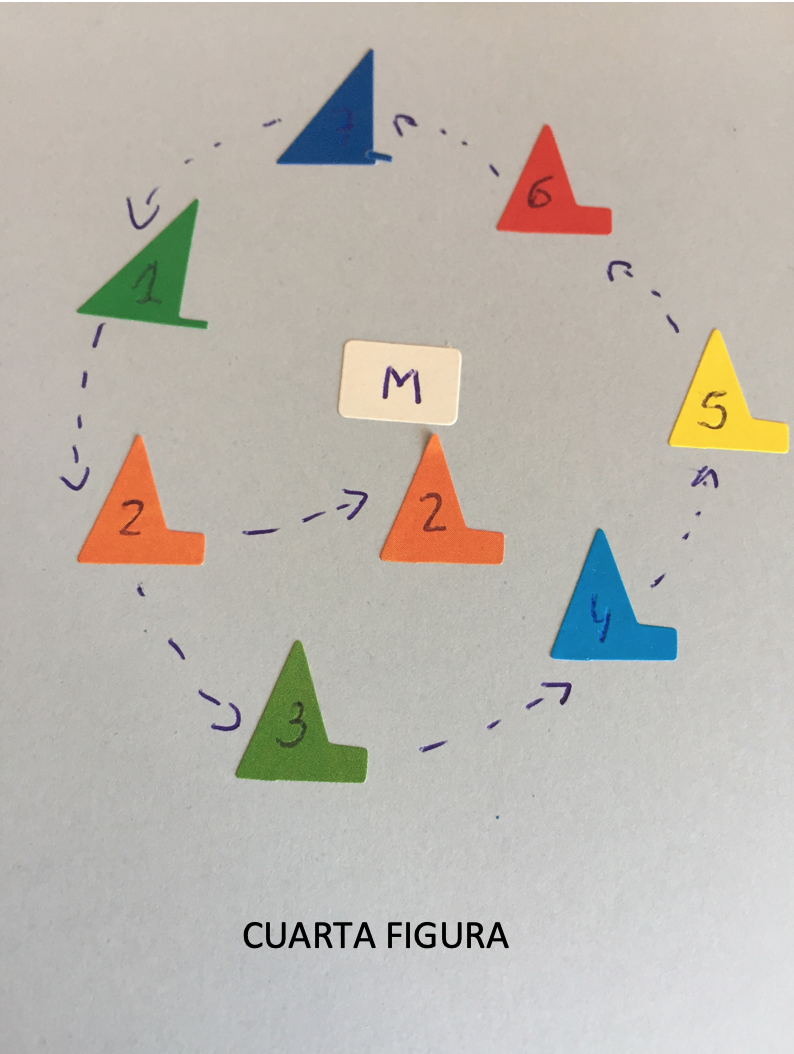
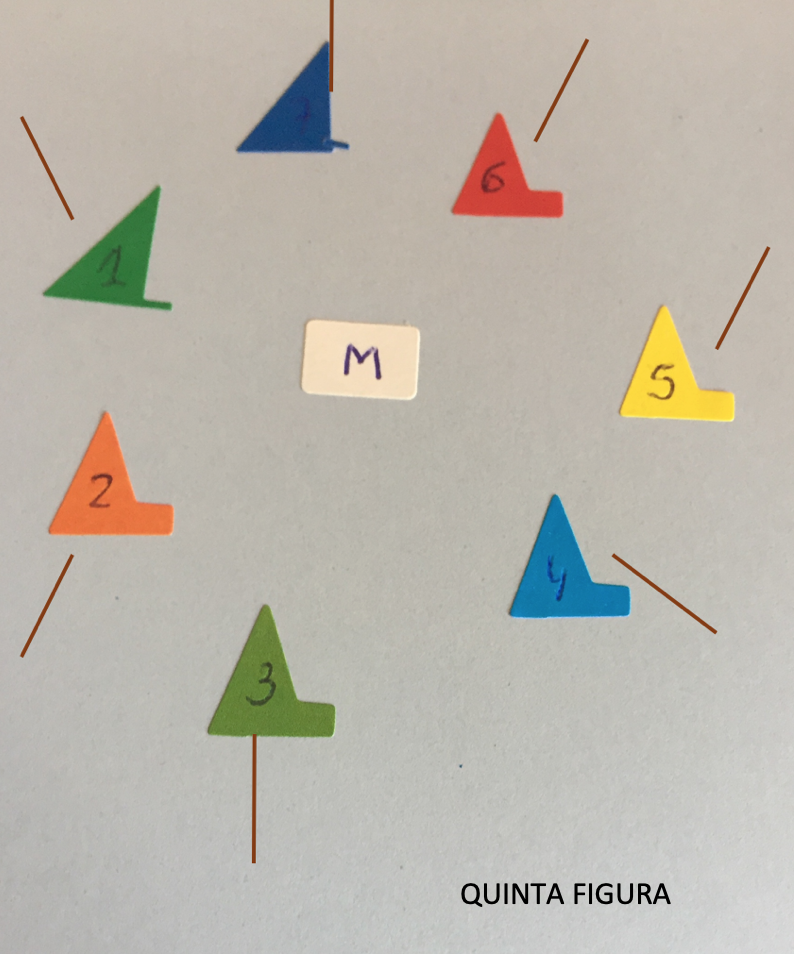
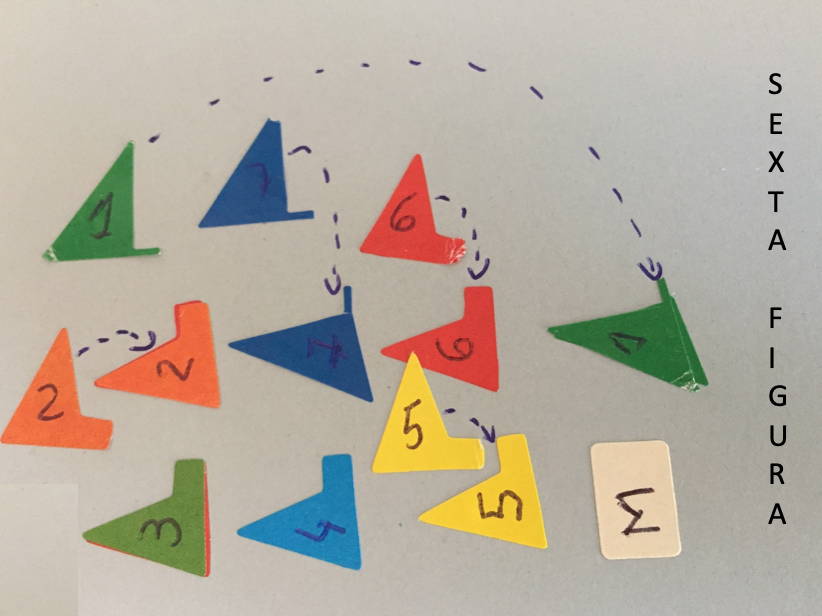
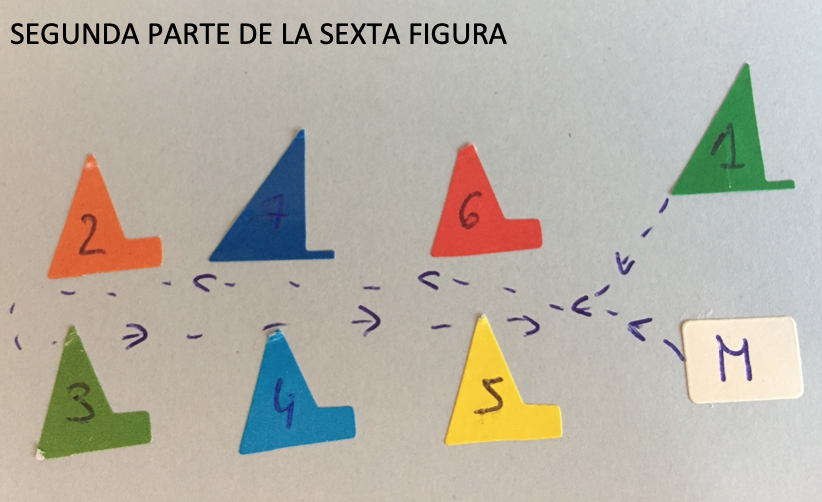
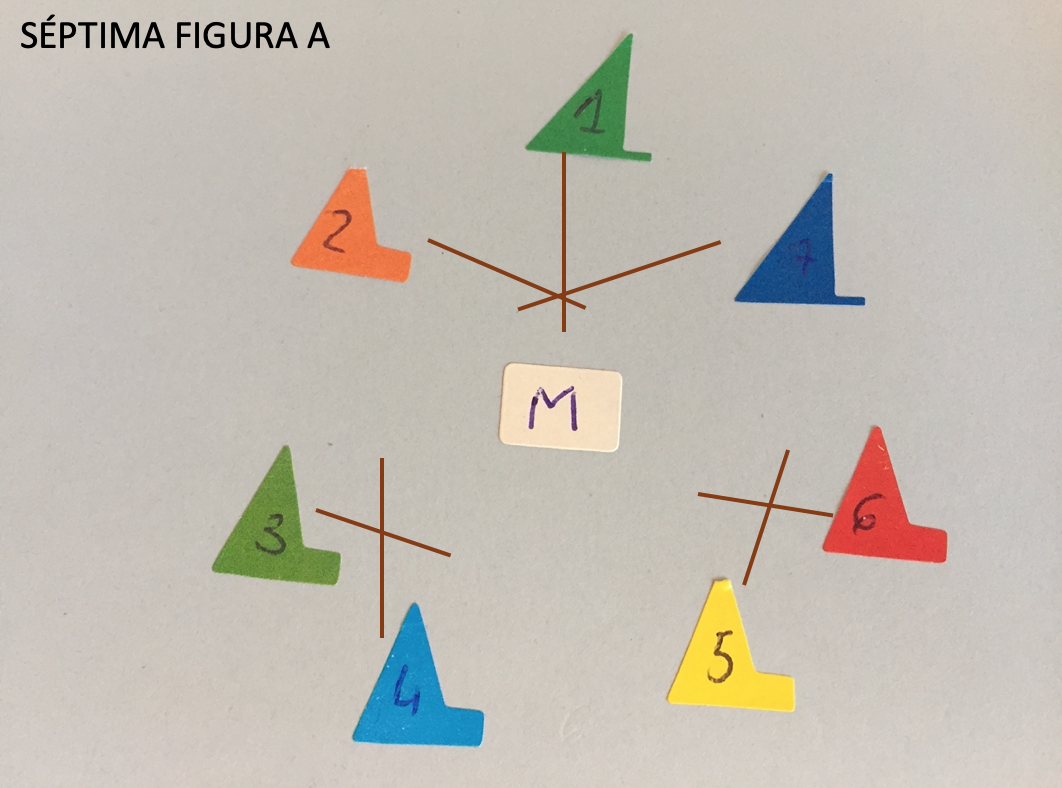
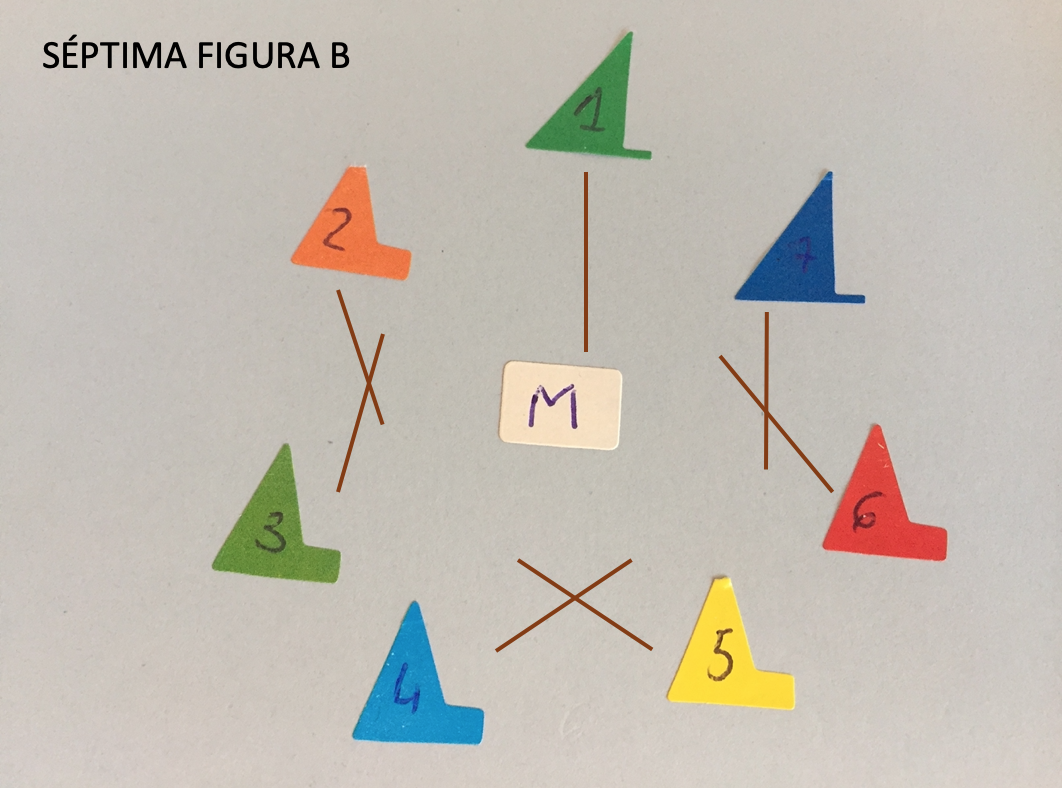

- Música de la danza interpretada por los hermanos Llorca

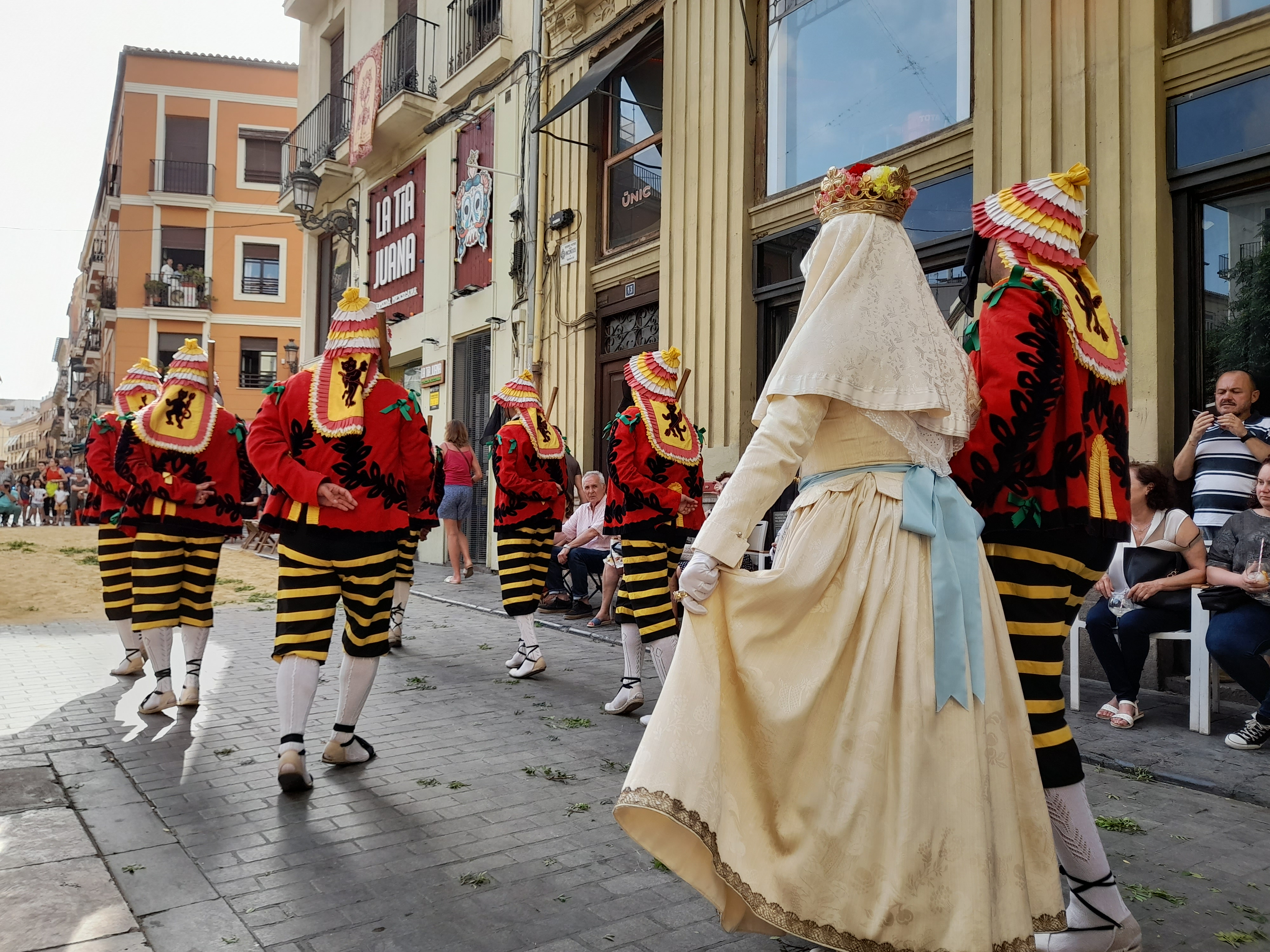
Marcha o desfile
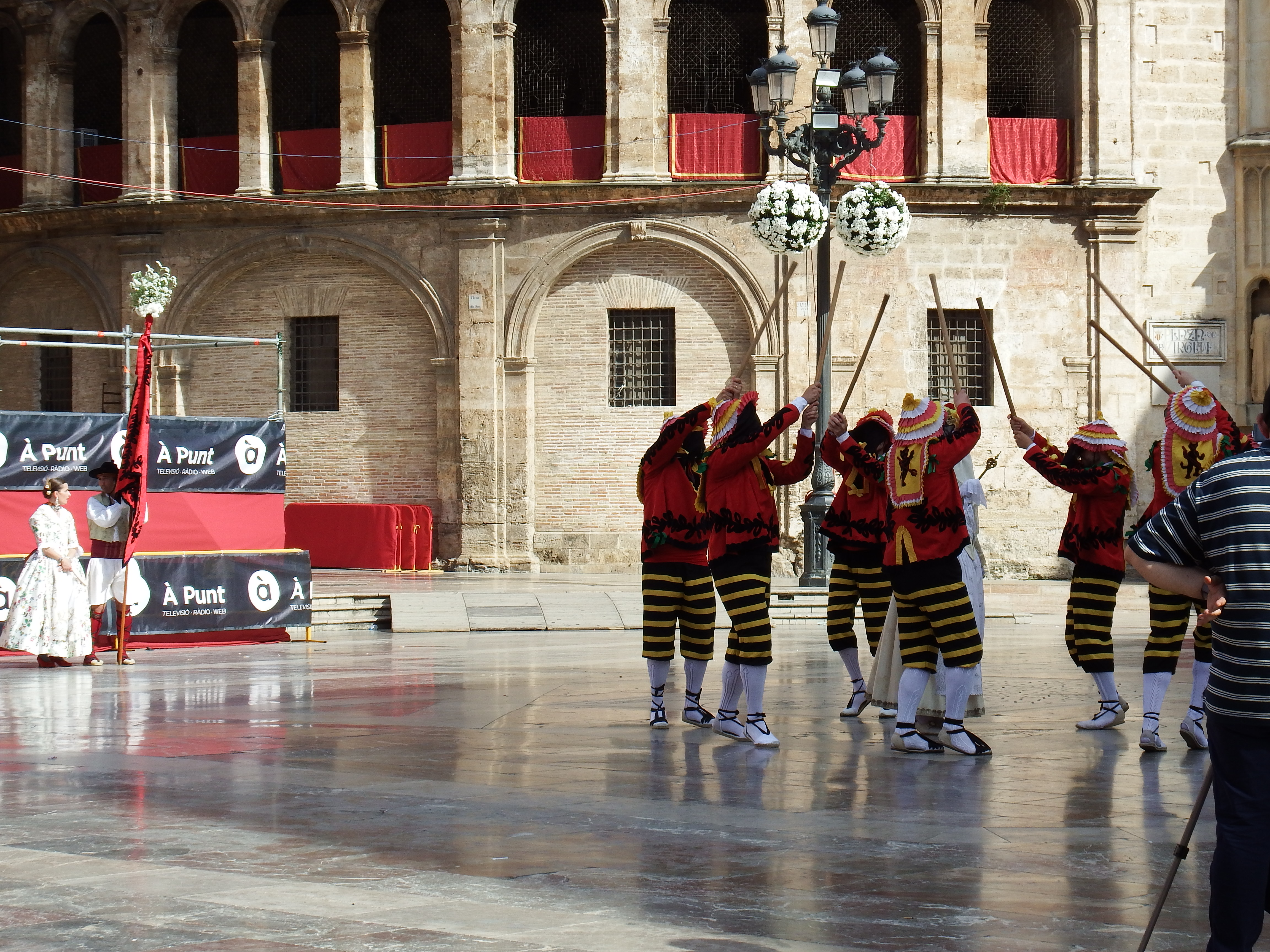
Iniciando la tercera figura
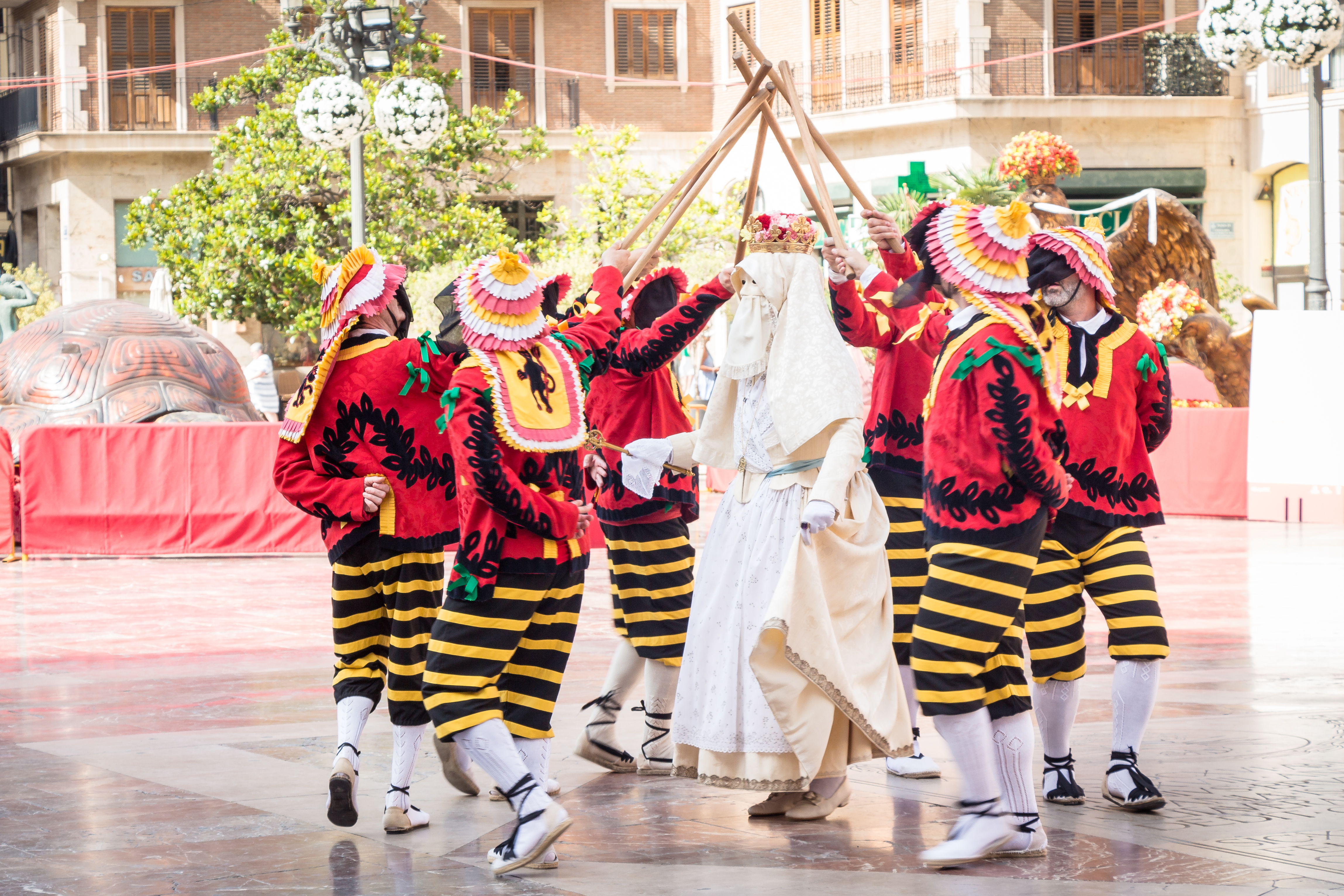
Tercera figura
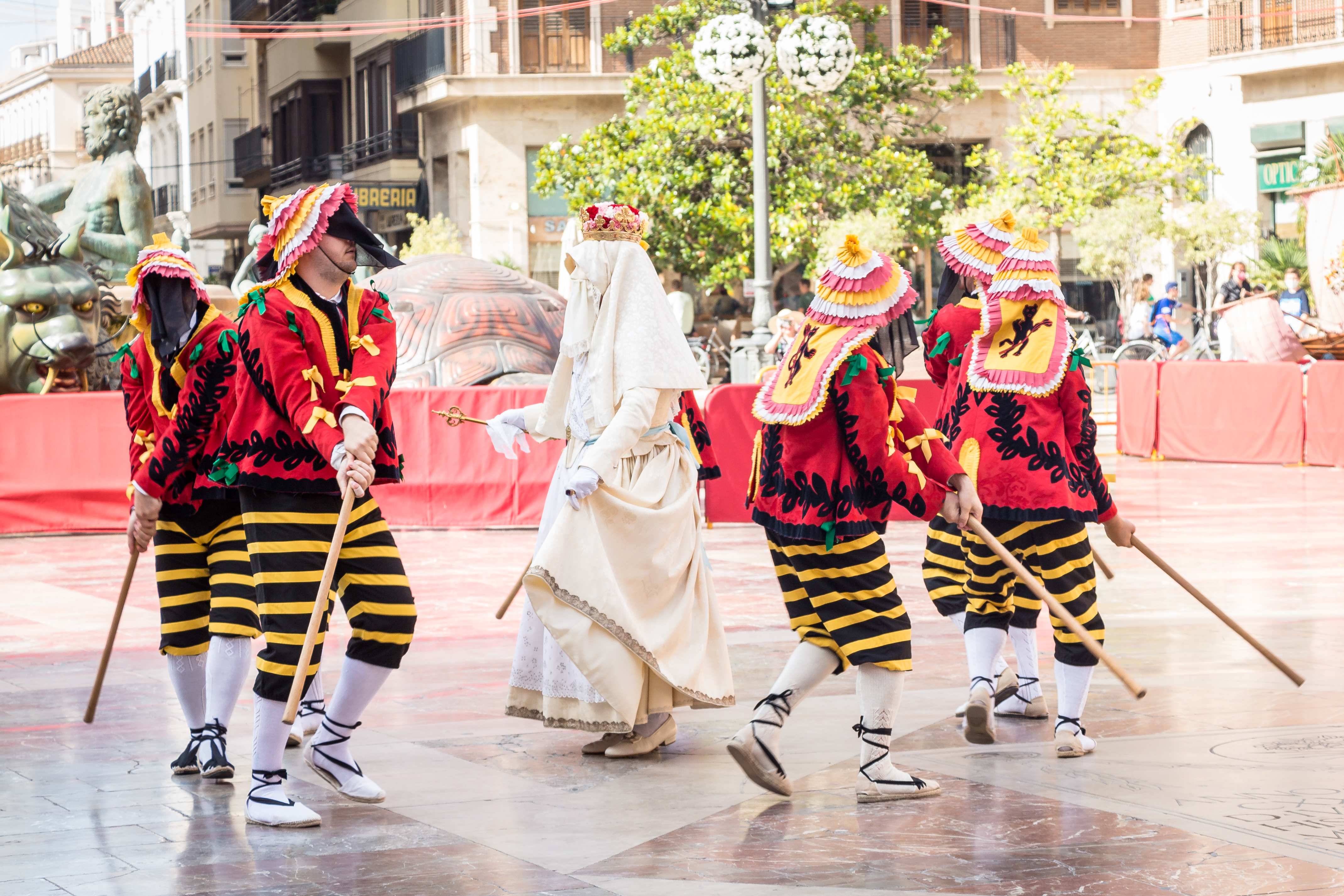
Quinta figura
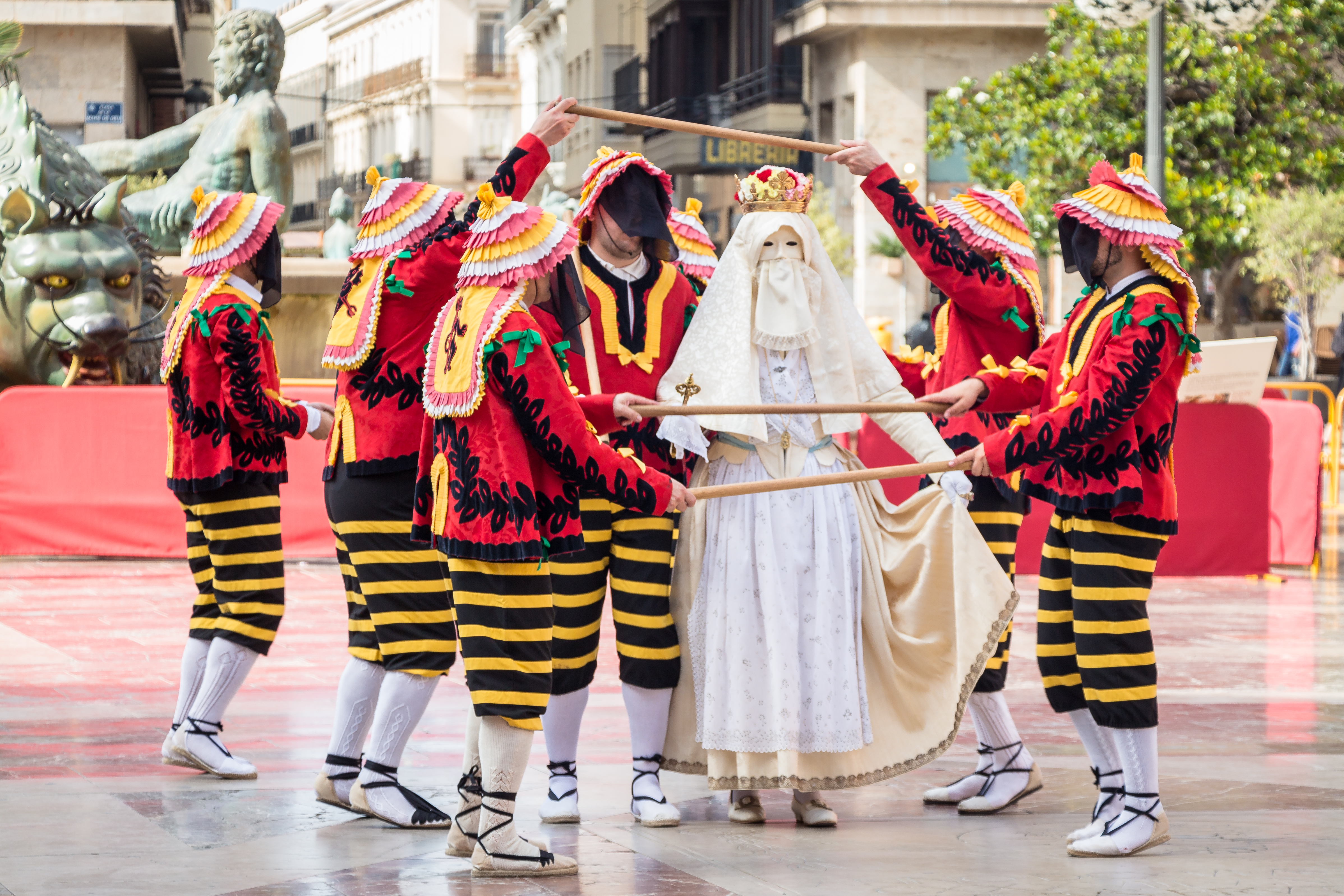
Parte segunda de la sexta figura
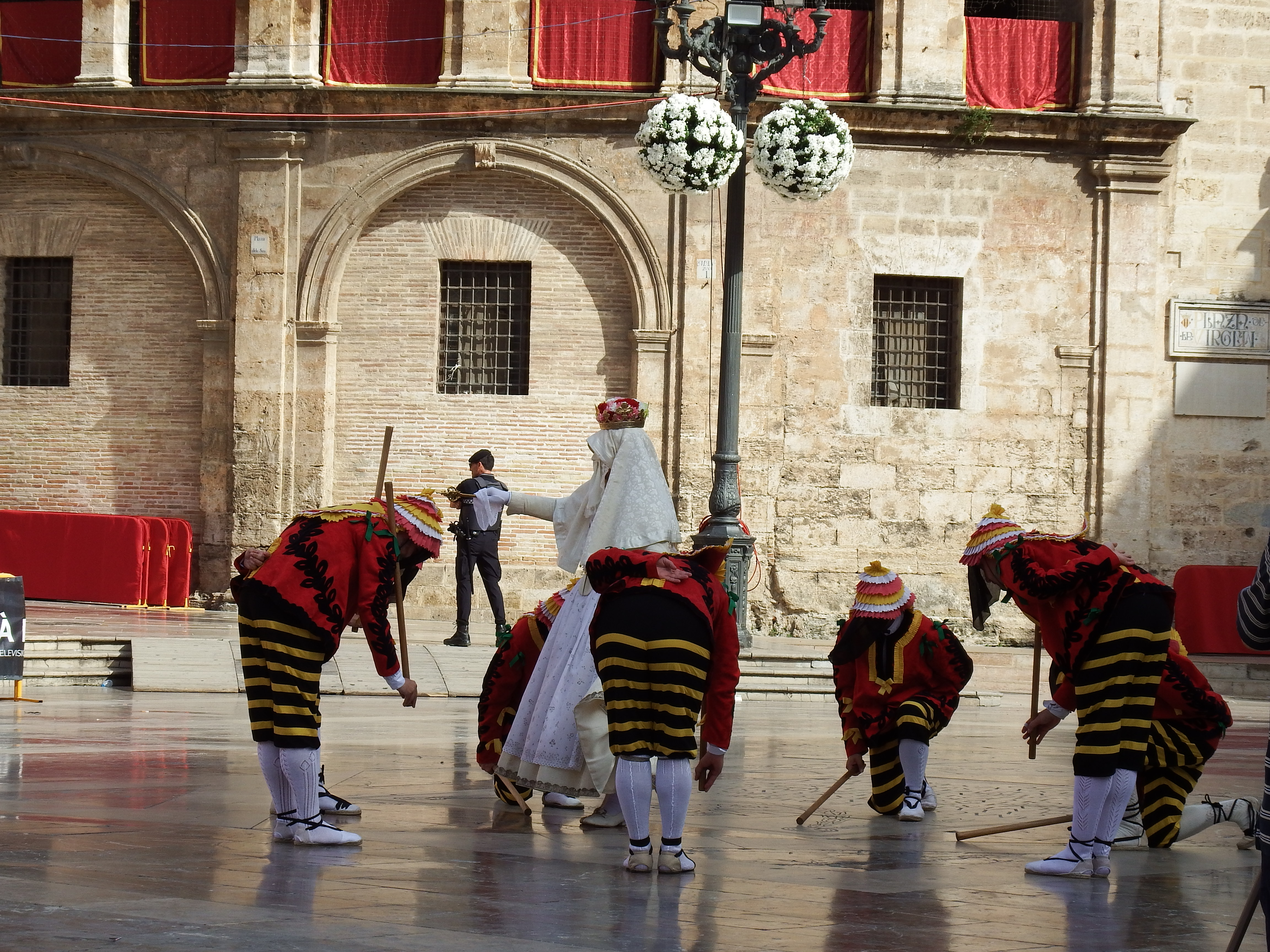
Final de la danza

Es en este momento cuando los momos cogen sus palos, dan una vuelta y hacen una nueva reverencia a la Moma. En la tercera figura, además de hacer la prisión girarán el círculo tanto a la derecha como a la izquierda.
Es ahora cuando se inician una serie de siete melodías con intermedios de tamboril en las cuales los momos bailan cada uno con la Moma, mientras que el resto siguen su danza en círculo alrededor de ellos. Esta serie la inicia el segundo pecado, como ocurría con la marcha inicial y será el primer pecado el que hace el último baile con la Moma. Con esto cada momo trata de seducir y pervertir a la Moma, al no lograrlo, cada momo acaba su intento con una vuelta y una reverencia hacia la Moma, volviendo a su sitio coincidiendo con el intermedio del tamboril. Así con cada uno de los siete momos. Constituye esto la cuarta figura.
La quinta figura consiste en alzar los palos hacia fuera y simular querer pegar a la Moma con ellos todos al tiempo desde su sitio en el corro alrededor de la Virtud. Esta figura acaba cuando la Moma sigue victoriosa pese a los esfuerzos de los momos por intimidarla, coincidiendo con el final de la melodía.
Es ahora cuando los momos tratan de hacer pasar a la Moma por un puente, intentando hacerla caer. De este modo, en el intermedio del “tabalet”, el primer pecado sale y coge del brazo a la Moma, y la hace pasar entre dos hileras de a tres momos que se dan la cara mutuamente. Cuando inicia de nuevo la melodía de la dulzaina los momos alzan los palos y los cogen por parejas, formando un puente por debajo del que pasa en ambos sentidos la Moma tras el primer pecado. Esta es la sexta figura.

Al no derrotar a la Moma, los momos vuelven a la formación del corro y con la segunda melodía inician una lucha que representan con el paloteo, que consta de dos partes según con quién se golpean.

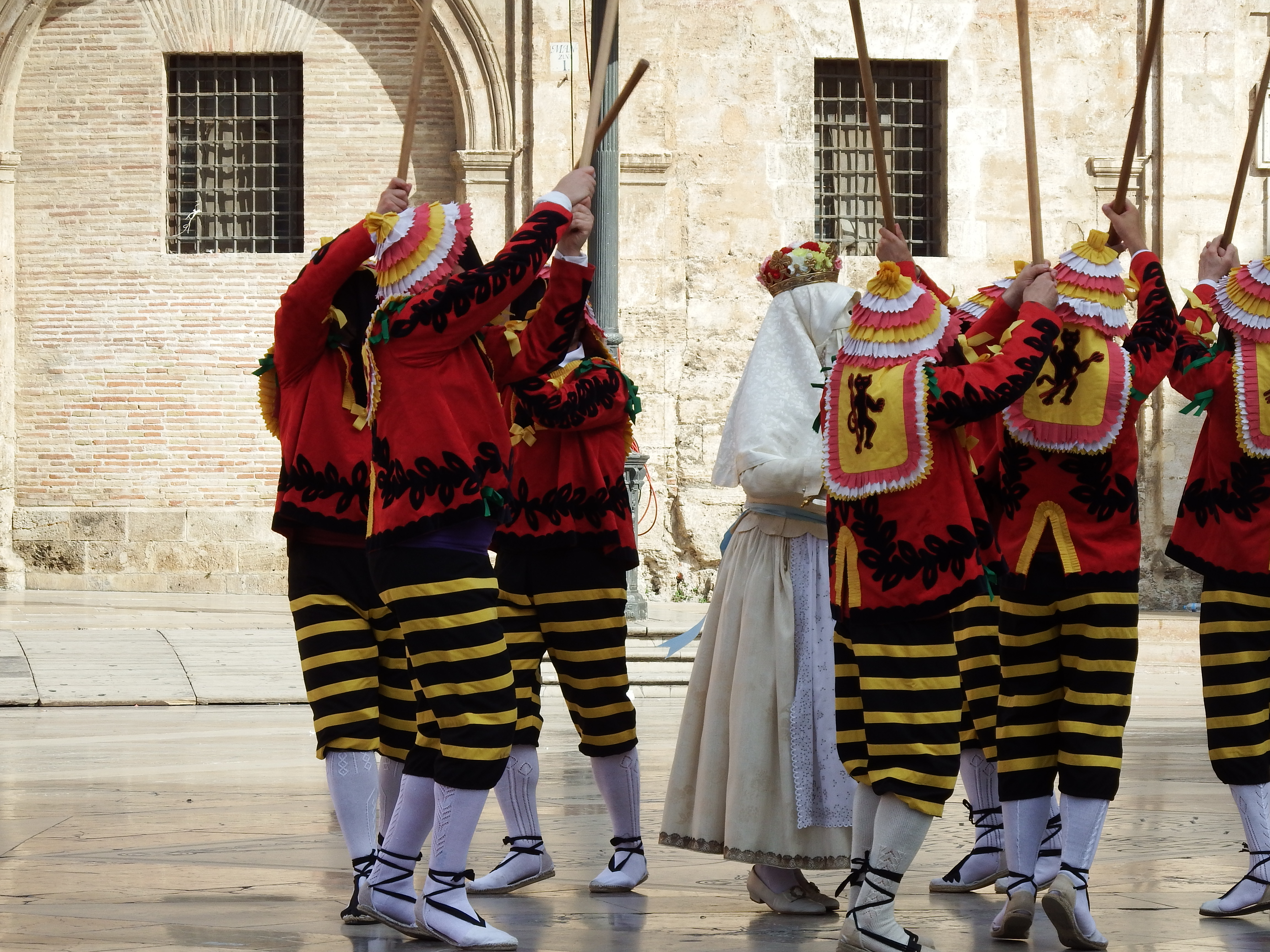
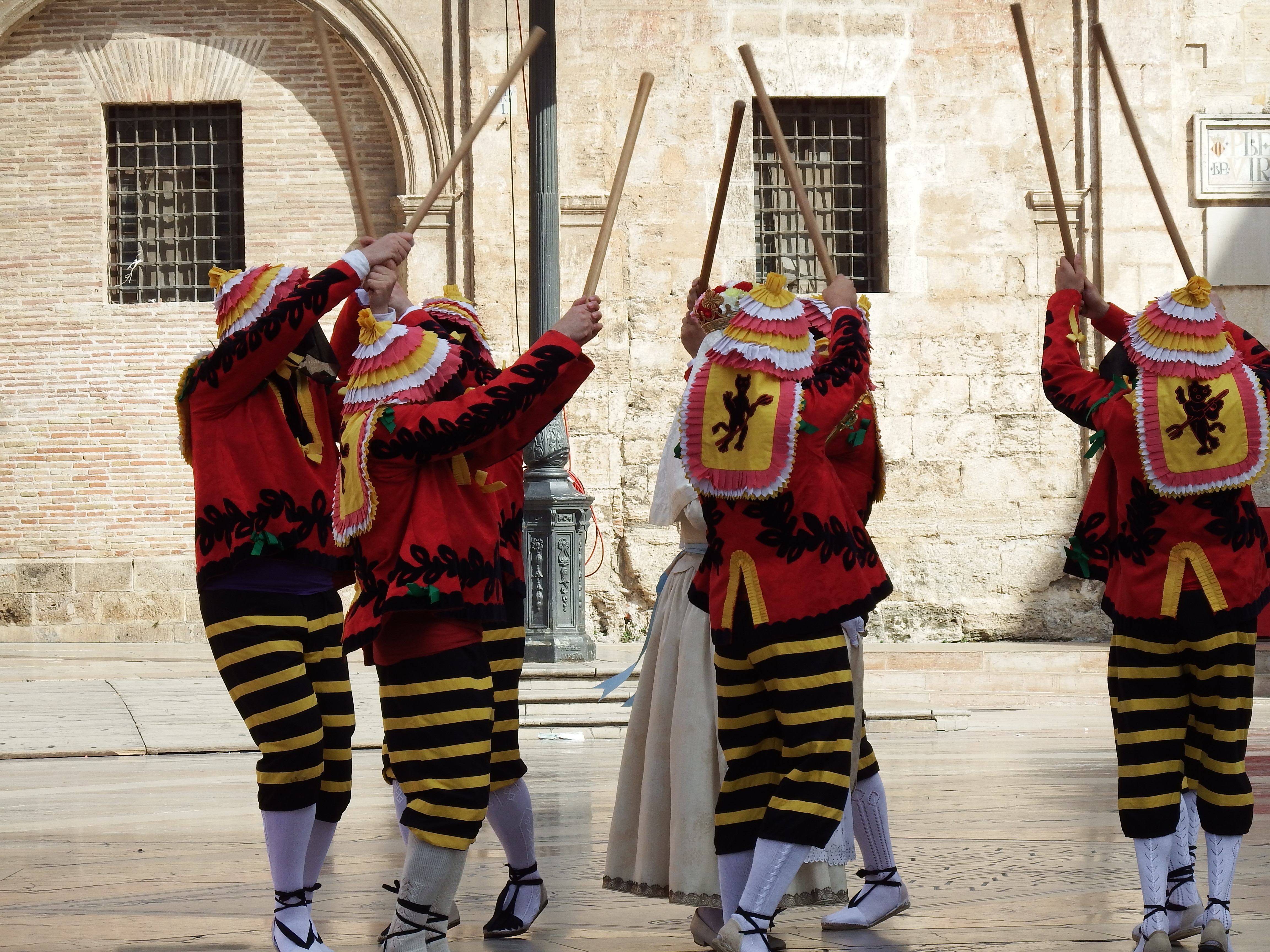
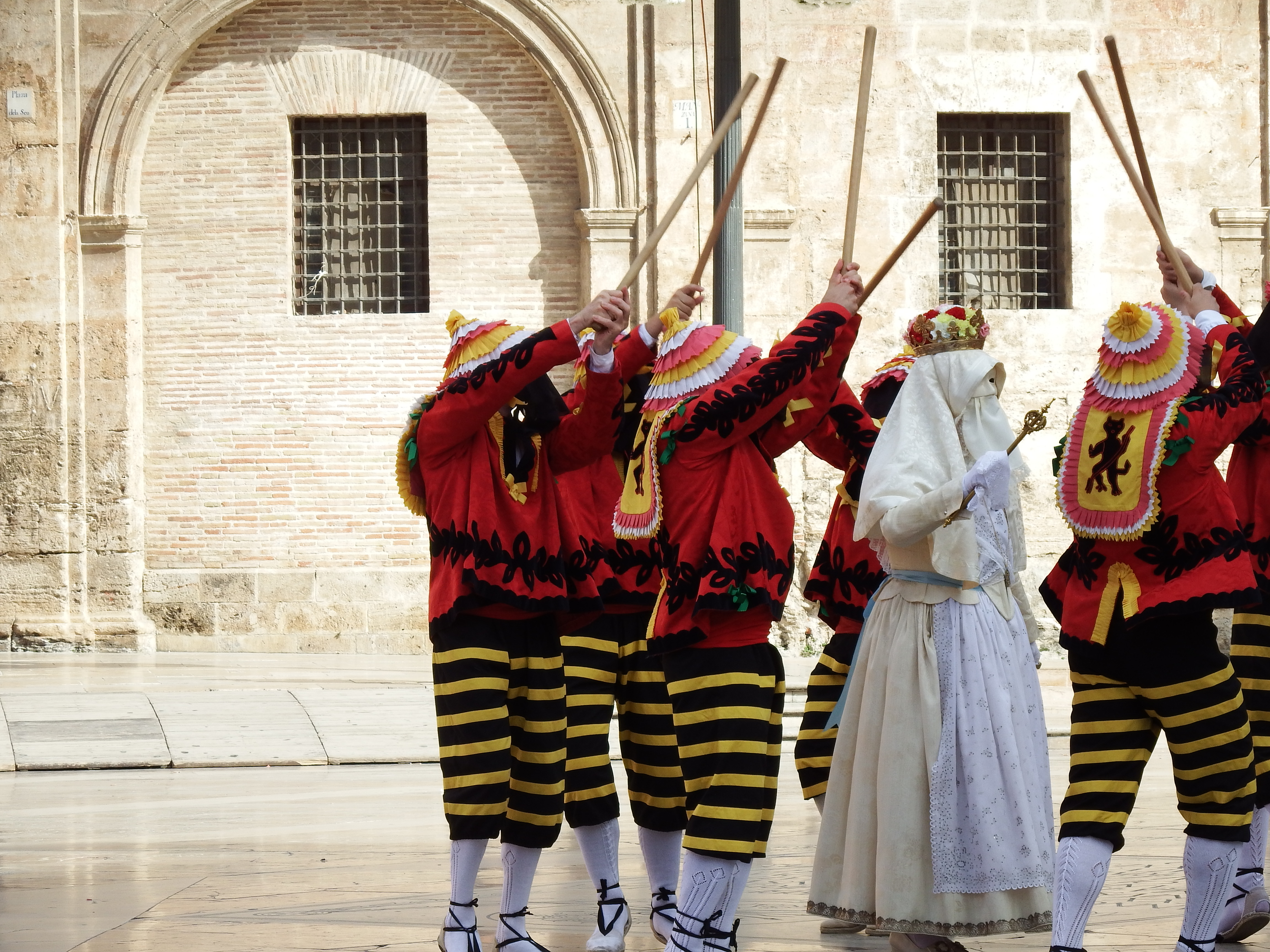
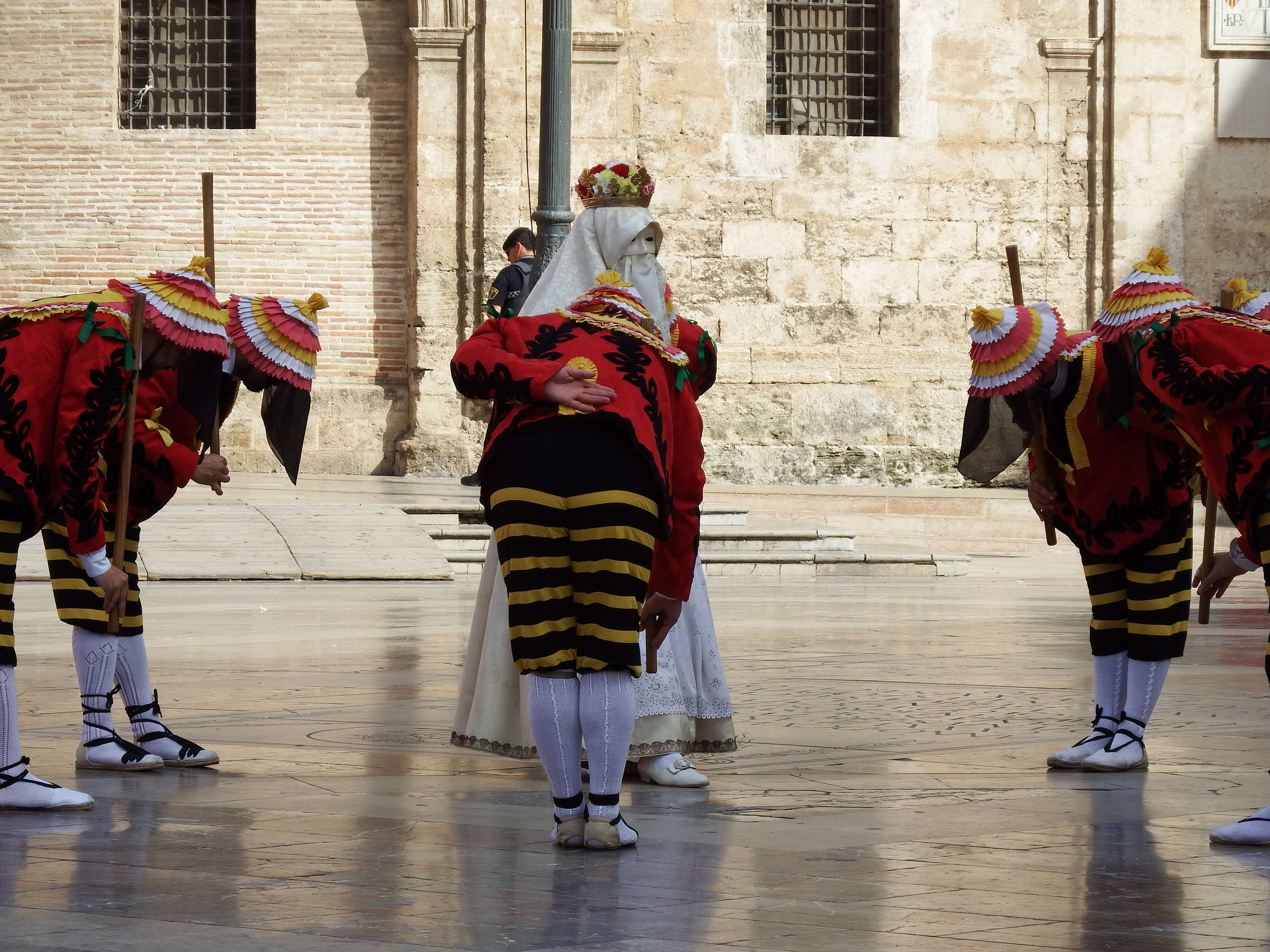
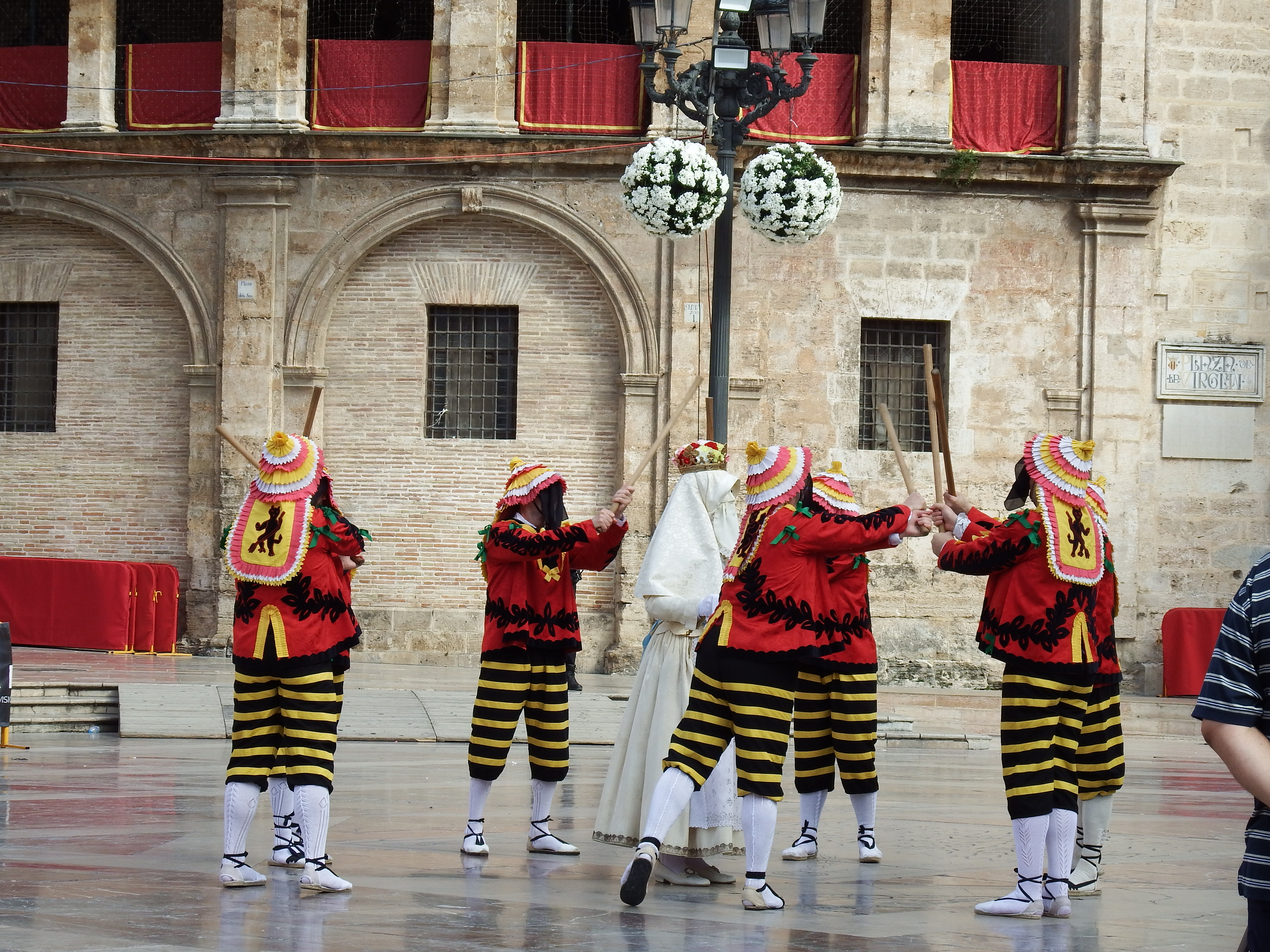
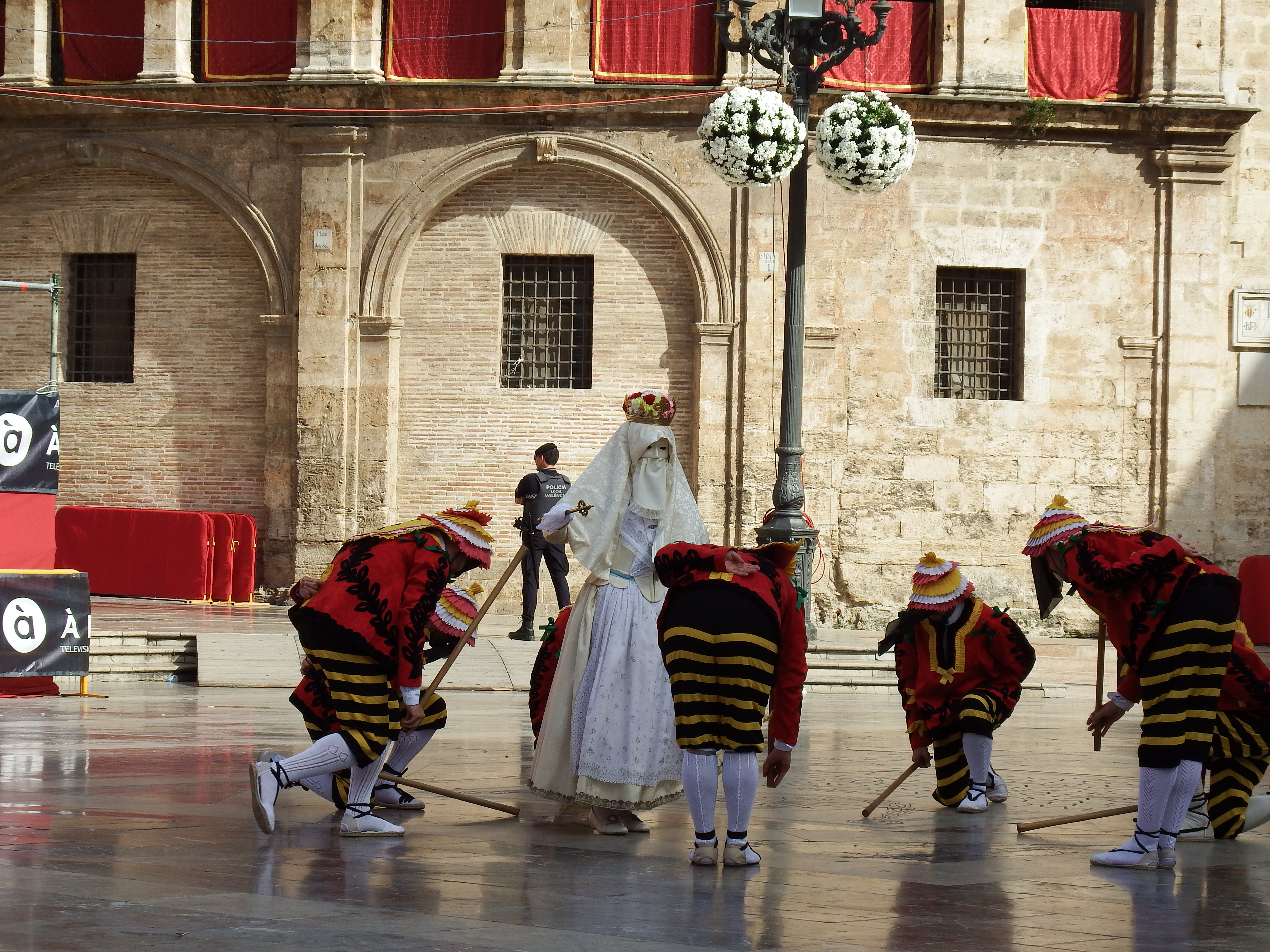
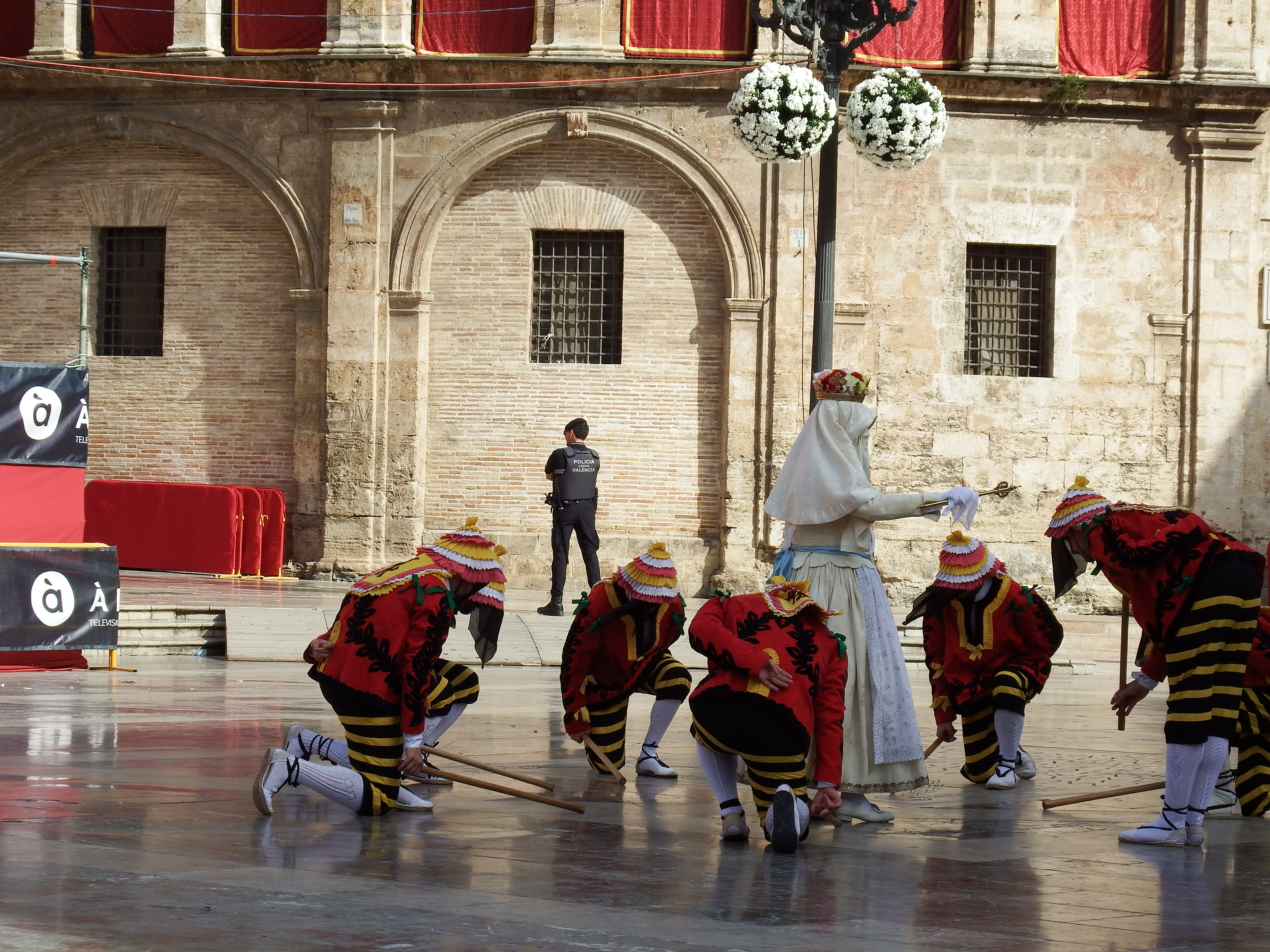
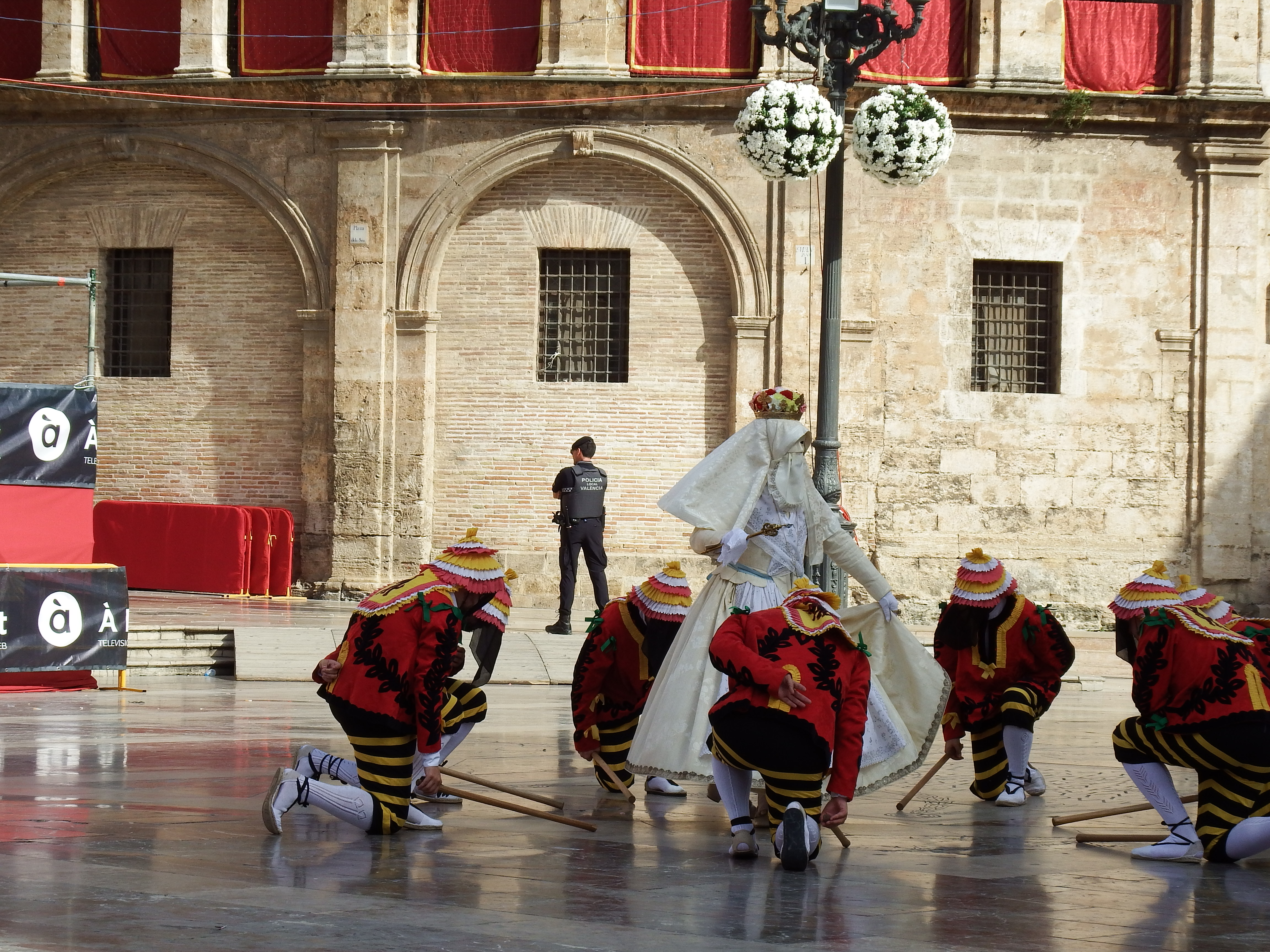

Dan lugar de esta forma a la séptima figura. Con la primera parte de la melodía los momos dan dos vueltas, una hacia derecha y otra hacia izquierda, seguidas de dos golpes de palo (figura A),  se repite la primera parte de la melodía que vuelve a consistir en dos vueltas seguidas de dos golpes de palo, pero siguiendo la figura B.
Durante la segunda parte de la melodía, todo el rato se realiza paloteo, seis golpes en total, dos según la figura A, dos según  la figura B y luego nuevamente dos según la figura A. Como en la figura B el primer pecado no tiene compañero al que golpear, lo hace al suelo.
La danza termina con una vuelta sobre sí mismos, inclinándose los momos ante la Moma, y apoyando sus palos en el suelo simbolizando la derrota. En este momento la Moma golpea con su cetro la cabeza de los momos, y éstos caerán de rodillas ante ella que se alza de este modo victoriosa.